# Ekstraklasa w piłce nożnej (2013/2014)/Wyniki spotkań fazy zasadniczej

## Zestawienie wszystkich rozegranych meczów
Kliknięcie na wynik powoduje przejście do opisu danego spotkania.
|                            | CRA | GZA | JAG | KOR | LPO | LGD | LEG | PIA | POD | POG | RCH | ŚLĄ | WID | WKR | ZLU | ZAW |
| -------------------------- | --- | --- | --- | --- | --- | --- | --- | --- | --- | --- | --- | --- | --- | --- | --- | --- |
| Cracovia                   | –   | 2:0 | 1:0 | 1:2 | 1:6 | 2:1 | 0:1 | 2:3 | 4:2 | 0:1 | 2:1 | 0:1 | 1:1 | 1:1 | 2:0 | 0:2 |
| Górnik Zabrze              | 0:1 | –   | 3:3 | 0:0 | 0:3 | 0:0 | 0:3 | 2:1 | 2:0 | 1:1 | 2:2 | 3:2 | 3:2 | 3:2 | 2:1 | 3:2 |
| Jagiellonia Białystok      | 1:2 | 0:1 | –   | 1:1 | 2:0 | 0:1 | 2:3 | 1:1 | 2:2 | 2:3 | 6:0 | 3:1 | 1:0 | 5:2 | 1:0 | 1:1 |
| Korona Kielce              | 1:0 | 2:2 | 4:1 | –   | 1:0 | 1:0 | 3:5 | 2:0 | 2:1 | 2:2 | 1:4 | 0:0 | 2:1 | 2:3 | 1:1 | 1:1 |
| Lech Poznań                | 1:1 | 3:1 | 6:1 | 2:0 | –   | 2:1 | 1:1 | 4:0 | 2:1 | 1:2 | 4:2 | 2:1 | 1:0 | 2:0 | 1:1 | 3:2 |
| Lechia Gdańsk              | 3:1 | 1:1 | 2:0 | 2:2 | 1:4 | –   | 2:0 | 3:1 | 2:2 | 2:3 | 0:0 | 1:2 | 2:0 | 0:0 | 2:1 | 1:1 |
| Legia Warszawa             | 4:1 | 2:1 | 0:3 | 1:0 | 1:0 | 0:1 | –   | 4:1 | 4:0 | 3:1 | 2:0 | 2:1 | 5:1 | 2:2 | 2:0 | 3:0 |
| Piast Gliwice              | 1:1 | 2:0 | 2:1 | 1:1 | 0:2 | 0:0 | 1:2 | –   | 0:0 | 2:2 | 0:2 | 1:1 | 3:0 | 0:1 | 2:1 | 1:1 |
| Podbeskidzie Bielsko-Biała | 1:1 | 1:2 | 0:1 | 1:0 | 0:0 | 3:1 | 1:0 | 0:1 | –   | 0:0 | 0:0 | 3:3 | 1:0 | 0:0 | 0:0 | 0:0 |
| Pogoń Szczecin             | 0:0 | 1:4 | 1:1 | 3:2 | 5:1 | 1:1 | 0:3 | 4:0 | 2:1 | –   | 3:1 | 2:2 | 1:0 | 0:0 | 1:1 | 1:1 |
| Ruch Chorzów               | 3:2 | 2:1 | 1:0 | 2:0 | 1:1 | 1:1 | 2:1 | 0:2 | 0:1 | 1:1 | –   | 1:1 | 2:1 | 1:1 | 0:2 | 1:0 |
| Śląsk Wrocław              | 0:3 | 1:1 | 2:3 | 1:1 | 2:0 | 1:0 | 1:1 | 0:0 | 4:0 | 1:1 | 2:3 | –   | 3:1 | 0:0 | 2:0 | 1:2 |
| Widzew Łódź                | 1:3 | 0:3 | 1:1 | 2:1 | 2:2 | 4:1 | 0:1 | 1:1 | 1:1 | 2:1 | 0:1 | 0:0 | –   | 2:1 | 0:0 | 2:1 |
| Wisła Kraków               | 3:1 | 0:0 | 1:1 | 1:0 | 2:0 | 3:0 | 1:0 | 3:0 | 0:1 | 2:1 | 0:1 | 3:0 | 3:0 | –   | 1:0 | 0:1 |
| Zagłębie Lubin             | 0:1 | 3:0 | 1:1 | 2:0 | 0:0 | 1:3 | 1:3 | 0:2 | 3:2 | 0:2 | 1:2 | 2:2 | 3:1 | 3:1 | –   | 3:1 |
| Zawisza Bydgoszcz          | 2:0 | 3:1 | 0:1 | 0:1 | 2:2 | 0:3 | 3:1 | 6:0 | 2:2 | 1:1 | 0:3 | 1:0 | 2:0 | 3:1 | 2:0 | –   |

Drużyna gospodarzy jest wymieniona po lewej stronie tabeli.

Kolory: Niebieski = wygrana gospodarzy; Biały = remis; Czerwony = zwycięstwo gości.

## Runda jesienna (19 lipca – 16 grudnia)
Źródło:

### 1. kolejka (19 lipca – 22 lipca)
| 19 lipca 2013 | Zagłębie Lubin | 0:2   | Pogoń Szczecin              |                                                                    |
| 18:00         |                | (0:2) | 5' Dąbrowski · 29' Akahoshi | Stadion Zagłębia, Lubin Widzów: 8135 Sędzia: Tomasz Wajda (Żywiec) |
| 18:00         | Woźniak 70'    | (0:2) |                             | Stadion Zagłębia, Lubin Widzów: 8135 Sędzia: Tomasz Wajda (Żywiec) |

| 19 lipca 2013 | Wisła Kraków | 0:0   | Górnik Zabrze |                                                                            |
| 20:30         |              | (0:0) |               | Stadion Miejski, Kraków Widzów: 13 244 Sędzia: Krzysztof Jakubik (Siedlce) |
| 20:30         | Głowacki 48' | (0:0) |               | Stadion Miejski, Kraków Widzów: 13 244 Sędzia: Krzysztof Jakubik (Siedlce) |

| 20 lipca 2013 | Zawisza Bydgoszcz                            | 0:1   | Jagiellonia Białystok  |                                                                                        |
| 15:30         |                                              | (0:0) | 78' Balaj              | Stadion im. Zdzisława Krzyszkowiaka, Bydgoszcz Widzów: 9000 Sędzia: Paweł Pskit (Łódź) |
| 15:30         | Hermes 56', 76' · Lewczuk 64' · Wójcicki 73' | (0:0) | 28' Tosik · 90' Kupisz | Stadion im. Zdzisława Krzyszkowiaka, Bydgoszcz Widzów: 9000 Sędzia: Paweł Pskit (Łódź) |

| 20 lipca 2013 | Legia Warszawa                                                 | 5:1   | Widzew Łódź                              |                                                                         |
| 18:00         | Radović 3' · Rzeźniczak 40' · Kucharczyk 52', 57' · Mikita 88' | (2:0) | 59' Staroń                               | Pepsi Arena, Warszawa Widzów: 16 544 Sędzia: Bartosz Frankowski (Toruń) |
| 18:00         | Cichocki 50'                                                   | (2:0) | 6' Kwiek · 23' Rybicki · 90+3' Pawłowski | Pepsi Arena, Warszawa Widzów: 16 544 Sędzia: Bartosz Frankowski (Toruń) |

| 21 lipca 2013 | Korona Kielce  | 0:0   | Śląsk Wrocław             |                                                                       |
| 15:30         |                | (0:0) |                           | Stadion Miejski, Kielce Widzów: 8678 Sędzia: Marcin Borski (Warszawa) |
| 15:30         | Sobolewski 58' | (0:0) | 6' Pawelec · 90' Kokoszka | Stadion Miejski, Kielce Widzów: 8678 Sędzia: Marcin Borski (Warszawa) |

| 21 lipca 2013 | Cracovia                                                    | 2:3   | Piast Gliwice                    |                                                                          |
| 18:00         | Danielewicz 14' · Kosanović 80'                             | (1:1) | 26' Fernández · 58', 65' Zbozień | Stadion Cracovii, Kraków Widzów: 10 118 Sędzia: Tomasz Radkiewicz (Łódź) |
| 18:00         | Żytko 36' · Dąbrowski 45' · Marciniak 73' · Danielewicz 75' | (1:1) |                                  | Stadion Cracovii, Kraków Widzów: 10 118 Sędzia: Tomasz Radkiewicz (Łódź) |

| 21 lipca 2013 | Ruch Chorzów   | 1:1   | Lech Poznań            |                                                                      |
| 20:30         | Malinowski 83' | (0:1) | 17' Ubiparip           | Stadion Ruchu, Chorzów Widzów: 6800 Sędzia: Szymon Marciniak (Płock) |
| 20:30         | Janoszka 11'   | (0:1) | 40', 90+4' Wołąkiewicz | Stadion Ruchu, Chorzów Widzów: 6800 Sędzia: Szymon Marciniak (Płock) |

| 22 lipca 2013 | Lechia Gdańsk   | 2:2   | Podbeskidzie Bielsko-Biała      |                                                                              |
| 18:00         | Matsui 79', 88' | (0:1) | 22' Wodecki · 90+3' Telichowski | PGE Arena Gdańsk, Gdańsk Widzów: 11 645 Sędzia: Daniel Stefański (Bydgoszcz) |
| 18:00         | Deleu 76'       | (0:1) | 84' Telichowski                 | PGE Arena Gdańsk, Gdańsk Widzów: 11 645 Sędzia: Daniel Stefański (Bydgoszcz) |

### 2. kolejka (26 lipca – 29 lipca)
| 26 lipca 2013 | Ruch Chorzów                    | 1:1   | Lechia Gdańsk                                |                                                                    |
| 18:00         | Malinowski 16'                  | (1:1) | 3' Deleu                                     | Stadion Ruchu, Chorzów Widzów: 5200 Sędzia: Tomasz Musiał (Kraków) |
| 18:00         | Stawarczyk 17' · Malinowski 89' | (1:1) | 55' Bieniuk · 90+6' Tuszyński · 90+6' Madera | Stadion Ruchu, Chorzów Widzów: 5200 Sędzia: Tomasz Musiał (Kraków) |

| 26 lipca 2013 | Widzew Łódź                               | 2:1   | Zawisza Bydgoszcz |                                                                                       |
| 20:30         | E. Višņakovs 34', 82'                     | (1:1) | 16' Wójcicki      | Stadion im. Ludwika Sobolewskiego, Łódź Widzów: 4500 Sędzia: Szymon Marciniak (Płock) |
| 20:30         | Rybicki 85' · Kowalski 90' · Okachi 90+4' | (1:1) | 65' Lewczuk       | Stadion im. Ludwika Sobolewskiego, Łódź Widzów: 4500 Sędzia: Szymon Marciniak (Płock) |

| 27 lipca 2013 | Podbeskidzie Bielsko-Biała | 1:2   | Górnik Zabrze                |                                                                        |
| 18:00         | Żegleń 70'                 | (0:2) | 3' Nakoulma · 27' Przybylski | Stadion Miejski, Bielsko-Biała Widzów: 2800 Sędzia: Paweł Gil (Lublin) |
| 18:00         | Pietrasiak 48'             | (0:2) | 74' Kosznik                  | Stadion Miejski, Bielsko-Biała Widzów: 2800 Sędzia: Paweł Gil (Lublin) |

| 27 lipca 2013 | Pogoń Szczecin                               | 0:3   | Legia Warszawa                                                        |                                                                     |
| 20:30         |                                              | (0:1) | 37' Vrdoljak · 64' Radović · 83' Dwaliszwili                          | Stadion Miejski, Szczecin Widzów: 12 284 Sędzia: Paweł Pskit (Łódź) |
| 20:30         | Lewandowski 36' · Rogalski 45' · Djoussé 66' | (0:1) | 8' Żyro · 29' Bereszyński · 40' Jodłowiec · 45' Kosecki · 59' Radović | Stadion Miejski, Szczecin Widzów: 12 284 Sędzia: Paweł Pskit (Łódź) |

| 28 lipca 2013 | Piast Gliwice                                        | 2:1   | Zagłębie Lubin |                                                                        |
| 15:30         | Wilczek 80' · Fernández 82'                          | (0:1) | 9' Przybecki   | Stadion Miejski, Gliwice Widzów: 3150 Sędzia: Marcin Borski (Warszawa) |
| 15:30         | Hanzel 24' · Martínez 40' · Król 85' · Szumski 90+4' | (0:1) | 48' Rymaniak   | Stadion Miejski, Gliwice Widzów: 3150 Sędzia: Marcin Borski (Warszawa) |

| 28 lipca 2013 | Śląsk Wrocław                                             | 2:3   | Jagiellonia Białystok                   |                                                                            |
| 18:00         | M. Paixão 72' · Dudu 81'                                  | (0:2) | 22' Grzyb · 45+3' Baran · 52' Balaj     | Stadion Miejski, Wrocław Widzów: 10 629 Sędzia: Bartosz Frankowski (Toruń) |
| 18:00         | Hołota 15' · Kaźmierczak 20' · Pawelec 40' · Kokoszka 74' | (0:2) | 40' Norambuena · 83' Słowik · 86' Tosik | Stadion Miejski, Wrocław Widzów: 10 629 Sędzia: Bartosz Frankowski (Toruń) |

| 28 lipca 2013 | Lech Poznań               | 1:1   | Cracovia                                      |                                                                         |
| 20:30         | Ubiparip 83'              | (0:0) | 89' Ntibazonkiza                              | INEA Stadion, Poznań Widzów: 14 663 Sędzia: Paweł Raczkowski (Warszawa) |
| 20:30         | Drygas 37' · Arboleda 74' | (0:0) | 48', 75' Kuś · 53' Szeliga · 56' Ntibazonkiza | INEA Stadion, Poznań Widzów: 14 663 Sędzia: Paweł Raczkowski (Warszawa) |

| 29 lipca 2013 | Korona Kielce                 | 2:3   | Wisła Kraków                         |                                                                           |
| 18:00         | Golański 33' · Sobolewski 80' | (1:1) | 35', 58' Garguła · 90+4' (k) Chrapek | Stadion Miejski, Kielce Widzów: 8971 Sędzia: Daniel Stefański (Bydgoszcz) |
| 18:00         | 12' Stjepanović · 45' Nalepa  | (1:1) |                                      | Stadion Miejski, Kielce Widzów: 8971 Sędzia: Daniel Stefański (Bydgoszcz) |

### 3. kolejka (2 sierpnia – 5 sierpnia)
| 2 sierpnia 2013 | Cracovia        | 2:1   | Ruch Chorzów                                                    |                                                                                  |
| 18:00           | Nowak 81', 83'  | (0:1) | 13' Zieńczuk                                                    | Stadion Cracovii, Kraków Widzów: 9153 Sędzia: Jarosław Rynkiewicz (Zielona Góra) |
| 18:00           | Danielewicz 60' | (0:1) | 8' Szyndrowski · 32' Babiarz · 74' Konczkowski · 81' Malinowski | Stadion Cracovii, Kraków Widzów: 9153 Sędzia: Jarosław Rynkiewicz (Zielona Góra) |

| 2 sierpnia 2013 | Zawisza Bydgoszcz | 1:1   | Pogoń Szczecin           |                                                                                            |
| 20:30           | Goulon 49'        | (0:1) | 16' Akahoshi             | Stadion im. Zdzisława Krzyszkowiaka, Bydgoszcz Widzów: 4365 Sędzia: Tomasz Musiał (Kraków) |
| 20:30           | Dudek 70'         | (0:1) | 35' Ława · 56' Ouédraogo | Stadion im. Zdzisława Krzyszkowiaka, Bydgoszcz Widzów: 4365 Sędzia: Tomasz Musiał (Kraków) |

| 3 sierpnia 2013 | Widzew Łódź                                                                                   | 2:1   | Korona Kielce                                                |                                                                                          |
| 18:00           | E. Višņakovs 8' (k), 77'                                                                      | (1:1) | 45+6' Golański                                               | Stadion im. Ludwika Sobolewskiego, Łódź Widzów: 5300 Sędzia: Paweł Raczkowski (Warszawa) |
| 18:00           | Kaczmarek 30' · Kowalski 45+3' · Kasprzak 49' · E. Višņakovs 54' · Stępiński 72' · Okachi 83' | (1:1) | 3' Małkowski · 26' Gołębiewski · 45' Kiełb · 74' Lenartowski | Stadion im. Ludwika Sobolewskiego, Łódź Widzów: 5300 Sędzia: Paweł Raczkowski (Warszawa) |

| 3 sierpnia 2013 | Legia Warszawa                                                | 4:0   | Podbeskidzie Bielsko-Biała |                                                                     |
| 20:30           | Saganowski 41' · Pinto 52' · Ojamaa 60' · Dvalishvili 65' (k) | (1:0) |                            | Pepsi Arena, Warszawa Widzów: 11 926 Sędzia: Yudai Yamamoto (Kioto) |
| 20:30           | 64' Kwame                                                     | (1:0) |                            | Pepsi Arena, Warszawa Widzów: 11 926 Sędzia: Yudai Yamamoto (Kioto) |

| 4 sierpnia 2013 | Górnik Zabrze                  | 2:1   | Piast Gliwice                                       |                                                                                     |
| 15:30           | Małkowski 27' · Sobolewski 82' | (1:0) | 55' Robak                                           | Stadion im. Ernesta Pohla, Zabrze Widzów: 3000 Sędzia: Daniel Stefański (Bydgoszcz) |
| 15:30           | Kosznik 68' · Przybylski 86'   | (1:0) | 48' Martínez · 73' Król · 76' Horváth · 80' Wilczek | Stadion im. Ernesta Pohla, Zabrze Widzów: 3000 Sędzia: Daniel Stefański (Bydgoszcz) |

| 4 sierpnia 2013 | Śląsk Wrocław                            | 0:0   | Wisła Kraków                                             |                                                                          |
| 18:00           |                                          | (0:0) |                                                          | Stadion Miejski, Wrocław Widzów: 13 422 Sędzia: Szymon Marciniak (Płock) |
| 18:00           | Socha 18' · Ostrowski 90' · Hołota 90+2' | (0:0) | 37' Stjepanović · 70' Burliga · 72' Bunoza · 83' Chrapek | Stadion Miejski, Wrocław Widzów: 13 422 Sędzia: Szymon Marciniak (Płock) |

| 4 sierpnia 2013 | Zagłębie Lubin             | 0:0   | Lech Poznań |                                                                   |
| 20:30           |                            | (0:0) |             | Stadion Zagłębia, Lubin Widzów: 10 872 Sędzia: Paweł Pskit (Łódź) |
| 20:30           | Rymaniak 63' · Woźniak 76' | (0:0) |             | Stadion Zagłębia, Lubin Widzów: 10 872 Sędzia: Paweł Pskit (Łódź) |

| 5 sierpnia 2013 | Lechia Gdańsk                     | 2:0   | Jagiellonia Białystok               |                                                                          |
| 18:00           | Buzała 16' · Madera 80'           | (1:0) |                                     | PGE Arena Gdańsk, Gdańsk Widzów: 12 569 Sędzia: Marcin Borski (Warszawa) |
| 18:00           | Matsui 12' · Madera 83' · Bąk 90' | (1:0) | 15' Straus · 65' Baran · 88' Słowik | PGE Arena Gdańsk, Gdańsk Widzów: 12 569 Sędzia: Marcin Borski (Warszawa) |

### 4. kolejka (9 sierpnia – 12 sierpnia)
| 9 sierpnia 2013 | Podbeskidzie Bielsko-Biała | 0:0   | Zagłębie Lubin |                                                                            |
| 18:00           |                            | (0:0) |                | Stadion Miejski, Bielsko-Biała Widzów: 2617 Sędzia: Tomasz Musiał (Kraków) |
| 18:00           | Kwame 69'                  | (0:0) |                | Stadion Miejski, Bielsko-Biała Widzów: 2617 Sędzia: Tomasz Musiał (Kraków) |

| 9 sierpnia 2013 | Wisła Kraków                                         | 1:1   | Jagiellonia Białystok                                              |                                                                   |
| 20:30           | Małecki 78'                                          | (0:0) | 90+3' Balaj                                                        | Stadion Miejski, Kraków Widzów: 12 310 Sędzia: Paweł Pskit (Łódź) |
| 20:30           | Bunoza 31' · Chrapek 33' · Nalepa 55' · Chávez 90+2' | (0:0) | 31' Piątkowski · 44' Baran · 59' Grzyb · 83' Quintana · 90' Pazdan | Stadion Miejski, Kraków Widzów: 12 310 Sędzia: Paweł Pskit (Łódź) |

| 10 sierpnia 2013 | Widzew Łódź                       | 0:3   | Górnik Zabrze                                  |                                                                                 |
| 15:30            |                                   | (0:2) | 18' Nakoulma · 40' (sam.) Phibel · 60' Zachara | Stadion im. Ludwika Sobolewskiego, Łódź Widzów: 5000 Sędzia: Paweł Gil (Lublin) |
| 15:30            | E. Višņakovs 84' · Aléx Bruno 85' | (0:2) | 9' Olkowski · 59' Zachara                      | Stadion im. Ludwika Sobolewskiego, Łódź Widzów: 5000 Sędzia: Paweł Gil (Lublin) |

| 10 sierpnia 2013 | Lechia Gdańsk                               | 3:1   | Cracovia      |                                                                        |
| 18:00            | Pietrowski 8' · Wiśniewski 46' · Buzała 84' | (1:1) | 25' Bernhardt | PGE Arena Gdańsk, Gdańsk Widzów: 14 735 Sędzia: Yudai Yamamoto (Kioto) |
| 18:00            | Dawidowicz 42'                              | (1:1) | 50' Kosanović | PGE Arena Gdańsk, Gdańsk Widzów: 14 735 Sędzia: Yudai Yamamoto (Kioto) |

| 10 sierpnia 2013 | Ruch Chorzów                                             | 2:1   | Legia Warszawa                                         |                                                                        |
| 20:30            | Kuświk 25' · Surma 29'                                   | (2:0) | 48' Saganowski                                         | Stadion Ruchu, Chorzów Widzów: 8500 Sędzia: Bartosz Frankowski (Toruń) |
| 20:30            | Surma 57' · Stawarczyk 65' · Malinowski 65' · Šultes 74' | (2:0) | 70' Saganowski · 76' Łukasik · 90' Júnior · 90+3' Broź | Stadion Ruchu, Chorzów Widzów: 8500 Sędzia: Bartosz Frankowski (Toruń) |

| 11 sierpnia 2013 | Pogoń Szczecin           | 2:2   | Śląsk Wrocław                          |                                                                            |
| 15:30            | Golla 12' · Akahoshi 45' | (2:0) | 76' Kaźmierczak · 87' Hołota           | Stadion Miejski, Szczecin Widzów: 4630 Sędzia: Krzysztof Jakubik (Siedlce) |
| 15:30            | Bąk 37' · Frączczak 59'  | (2:0) | 40' Kokoszka · 69' Paixão · 83' Gawisz | Stadion Miejski, Szczecin Widzów: 4630 Sędzia: Krzysztof Jakubik (Siedlce) |

| 11 sierpnia 2013 | Lech Poznań               | 2:0   | Korona Kielce |                                                                          |
| 18:00            | Trałka 39' · Ubiparip 44' | (2:0) |               | INEA Stadion, Poznań Widzów: 24 813 Sędzia: Daniel Stefański (Bydgoszcz) |
| 18:00            | 45' Golański              | (2:0) |               | INEA Stadion, Poznań Widzów: 24 813 Sędzia: Daniel Stefański (Bydgoszcz) |

| 12 sierpnia 2013 | Piast Gliwice           | 1:1   | Zawisza Bydgoszcz                          |                                                                           |
| 18:00            | Król 20'                | (1:1) | 26' Vasconcelos                            | Stadion Miejski, Gliwice Widzów: 5012 Sędzia: Paweł Raczkowski (Warszawa) |
| 18:00            | Robak 28' · Zbozień 60' | (1:1) | 40' Lewczuk · 68' Vasconcelos · 86' Goulon | Stadion Miejski, Gliwice Widzów: 5012 Sędzia: Paweł Raczkowski (Warszawa) |

### 5. kolejka (23 sierpnia – 26 sierpnia)
| 23 sierpnia 2013 | Zagłębie Lubin                            | 0:1   | Cracovia                                    |                                                                         |
| 18:00            |                                           | (0:0) | 72' Budziński                               | Stadion Zagłębia, Lubin Widzów: 5467 Sędzia: Bartosz Frankowski (Toruń) |
| 18:00            | Bonecki 28' · Rakowski 50' · Rymaniak 64' | (0:0) | 24' Żytko · 40' Dąbrowski · 52' Danielewicz | Stadion Zagłębia, Lubin Widzów: 5467 Sędzia: Bartosz Frankowski (Toruń) |

| 23 sierpnia 2013 | Górnik Zabrze             | 2:2   | Ruch Chorzów                   |                                                                               |
| 20:30            | Zachara 4' · Nakoulma 50' | (1:1) | 41' Zieńczuk · 90+2' Jankowski | Stadion im. Ernesta Pohla, Zabrze Widzów: 3000 Sędzia: Tomasz Musiał (Kraków) |
| 20:30            | 48' Szyndrowski           | (1:1) |                                | Stadion im. Ernesta Pohla, Zabrze Widzów: 3000 Sędzia: Tomasz Musiał (Kraków) |

| 24 sierpnia 2013 | Zawisza Bydgoszcz                            | 2:2   | Podbeskidzie Bielsko-Biała       |                                                                                        |
| 15:30            | Wójcicki 37' · Vasconcelos 69'               | (1:0) | 78' Sokołowski · 89' (k) Wodecki | Stadion im. Zdzisława Krzyszkowiaka, Bydgoszcz Widzów: 4863 Sędzia: Paweł Pskit (Łódź) |
| 15:30            | Hermes 12' · Vasconcelos 40' · Geworgian 84' | (1:0) | 50' Konieczny                    | Stadion im. Zdzisława Krzyszkowiaka, Bydgoszcz Widzów: 4863 Sędzia: Paweł Pskit (Łódź) |

| 24 sierpnia 2013 | Jagiellonia Białystok         | 2:3   | Pogoń Szczecin                                 |                                                                          |
| 18:00            | Koj 47' (sam.) · Quintana 68' | (0:2) | 8' Murayama · 45' Akahoshi · 83' (sam.) Pazdan | Stadion Miejski, Białystok Widzów: 6100 Sędzia: Marcin Borski (Warszawa) |
| 18:00            | Pazdan 86'                    | (0:2) | 75' Koj · 75' Rogalski · 88' Frączczak         | Stadion Miejski, Białystok Widzów: 6100 Sędzia: Marcin Borski (Warszawa) |

| 24 sierpnia 2013 | Legia Warszawa          | 0:1   | Lechia Gdańsk                                                |                                                                           |
| 20:30            |                         | (0:1) | 13' Buzała                                                   | Pepsi Arena, Warszawa Widzów: 16 682 Sędzia: Daniel Stefański (Bydgoszcz) |
| 20:30            | Vrdoljak 64' · Broź 88' | (0:1) | 39' Wiśniewski · 73' Dawidowicz · 75' Matsui · 90+4' Bieniuk | Pepsi Arena, Warszawa Widzów: 16 682 Sędzia: Daniel Stefański (Bydgoszcz) |

| 25 sierpnia 2013 | Śląsk Wrocław                             | 3:1   | Widzew Łódź      |                                                                             |
| 15:30            | Stevanovič 23' · M. Paixão 29' · Mila 59' | (2:0) | 76' E. Višņakovs | Stadion Miejski, Wrocław Widzów: 11 004 Sędzia: Krzysztof Jakubik (Siedlce) |
| 15:30            | Kokoszka 86'                              | (2:0) |                  | Stadion Miejski, Wrocław Widzów: 11 004 Sędzia: Krzysztof Jakubik (Siedlce) |

| 25 sierpnia 2013 | Wisła Kraków                       | 2:0   | Lech Poznań                                  |                                                                         |
| 18:00            | Paweł Brożek 30' (k) · Garguła 45' | (2:0) |                                              | Stadion Miejski, Kraków Widzów: 18 458 Sędzia: Szymon Marciniak (Płock) |
| 18:00            | Burliga 32' · Stjepanović 75'      | (2:0) | 86' Możdżeń · 90+2' Ślusarski · 90+3' Trałka | Stadion Miejski, Kraków Widzów: 18 458 Sędzia: Szymon Marciniak (Płock) |

| 26 sierpnia 2013 | Korona Kielce              | 2:0   | Piast Gliwice                              |                                                                          |
| 18:00            | Kiełb 16' · Sobolewski 24' | (2:0) |                                            | Stadion Miejski, Kielce Widzów: 7697 Sędzia: Paweł Raczkowski (Warszawa) |
| 18:00            | Janota 60' · Kuzera 86'    | (2:0) | 62' Horváth · 68' Martínez · 86' Fernández | Stadion Miejski, Kielce Widzów: 7697 Sędzia: Paweł Raczkowski (Warszawa) |

### 6. kolejka (30 sierpnia – 2 września)
| 30 sierpnia 2013 | Ruch Chorzów                                                 | 0:2   | Zagłębie Lubin              |                                                                      |
| 18:00            |                                                              | (0:1) | 27' Papadopulos · 72' Piech | Stadion Ruchu, Chorzów Widzów: 6800 Sędzia: Tomasz Radkiewicz (Łódź) |
| 18:00            | Konczkowski 8' · Janoszka 70' · Babiarz 75' · Malinowski 77' | (0:1) | 65' Widanow · 68' Bílek     | Stadion Ruchu, Chorzów Widzów: 6800 Sędzia: Tomasz Radkiewicz (Łódź) |

| 30 sierpnia 2013 | Lechia Gdańsk                | 1:1   | Górnik Zabrze                                                    |                                                                          |
| 18:00            | Pietrowski 81' (k)           | (0:0) | 61' Przybylski                                                   | PGE Arena Gdańsk, Gdańsk Widzów: 24 276 Sędzia: Szymon Marciniak (Płock) |
| 18:00            | Dawidowicz 45+2' · Deleu 77' | (0:0) | 56' Mączyński · 77' Małkowski · 80' Szeweluchin · 84' Przybylski | PGE Arena Gdańsk, Gdańsk Widzów: 24 276 Sędzia: Szymon Marciniak (Płock) |

| 31 sierpnia 2013 | Widzew Łódź      | 1:1   | Jagiellonia Białystok                                                |                                                                                    |
| 15:30            | A. Višņakovs 47' | (0:0) | 90+2' Piątkowski                                                     | Stadion im. Ludwika Sobolewskiego, Łódź Widzów: 5300 Sędzia: Tomasz Wajda (Żywiec) |
| 15:30            | Leimonas 33'     | (0:0) | 36' Pazdan · 38' Bandrowski · 69' Baran · 73' Tosik · 90+3' Quintana | Stadion im. Ludwika Sobolewskiego, Łódź Widzów: 5300 Sędzia: Tomasz Wajda (Żywiec) |

| 31 sierpnia 2013 | Pogoń Szczecin | 0:0   | Wisła Kraków              |                                                                             |
| 18:00            |                | (0:0) |                           | Stadion Miejski, Szczecin Widzów: 9355 Sędzia: Daniel Stefański (Bydgoszcz) |
| 18:00            | Ława 28'       | (0:0) | 41' Bunoza · 45+1' Nalepa | Stadion Miejski, Szczecin Widzów: 9355 Sędzia: Daniel Stefański (Bydgoszcz) |

| 31 sierpnia 2013 | Cracovia                                                       | 0:1   | Legia Warszawa          |                                                                    |
| 20:30            |                                                                | (0:1) | 29' Radović             | Stadion Cracovii, Kraków Widzów: 13 212 Sędzia: Paweł Gil (Lublin) |
| 20:30            | Jaroszyńki 15' · Kosanović 45' · Steblecki 77' · Marciniak 90' | (0:1) | 55' Vrdoljak · 75' Broź | Stadion Cracovii, Kraków Widzów: 13 212 Sędzia: Paweł Gil (Lublin) |

| 1 września 2013 | Piast Gliwice        | 1:1   | Śląsk Wrocław                     |                                                                          |
| 15:30           | Wilczek 35'          | (1:0) | 75' M. Paixão                     | Stadion Miejski, Gliwice Widzów: 5126 Sędzia: Bartosz Frankowski (Toruń) |
| 15:30           | Polák 29' · Król 39' | (1:0) | 8' Socha · 50' Pawelec · 68' Dudu | Stadion Miejski, Gliwice Widzów: 5126 Sędzia: Bartosz Frankowski (Toruń) |

| 1 września 2013 | Lech Poznań                                                                             | 3:2   | Zawisza Bydgoszcz             |                                                                         |
| 18:00           | Ślusarski 4' · Henríquez 18' · Claasen 52'                                              | (2:1) | 33' Masłowski · 66' Skrzyński | INEA Stadion, Poznań Widzów: 19 393 Sędzia: Paweł Raczkowski (Warszawa) |
| 18:00           | Henríquez 19', 55' · Wołąkiewicz 35' · Kamiński 65' · Teodorczyk 86' · Kotorowski 90+3' | (2:1) | 24' Skrzyński · 59' Masłowski | INEA Stadion, Poznań Widzów: 19 393 Sędzia: Paweł Raczkowski (Warszawa) |

| 2 września 2013 | Podbeskidzie Bielsko-Biała    | 1:0   | Korona Kielce      |                                                                              |
| 18:00           | Malarczyk 62' (sam.)          | (0:0) |                    | Stadion Miejski, Bielsko-Biała Widzów: 2700 Sędzia: Marcin Borski (Warszawa) |
| 18:00           | Jagiełło 25' · Rybánsky 90+1' | (0:0) | 89', 90' Jovanović | Stadion Miejski, Bielsko-Biała Widzów: 2700 Sędzia: Marcin Borski (Warszawa) |

### 7. kolejka (13 września – 16 września)
| 13 września 2013 | Widzew Łódź  | 1:1   | Podbeskidzie Bielsko-Biała                      |                                                                                          |
| 18:00            | Leimonas 58' | (0:0) | 54' Urban                                       | Stadion im. Ludwika Sobolewskiego, Łódź Widzów: 5049 Sędzia: Krzysztof Jakubik (Siedlce) |
| 18:00            | Okachi 87'   | (0:0) | 61' Sokołowski · 77' Chrapek · 86', 90+2' Łatka | Stadion im. Ludwika Sobolewskiego, Łódź Widzów: 5049 Sędzia: Krzysztof Jakubik (Siedlce) |

| 13 września 2013 | Wisła Kraków                         | 3:0   | Piast Gliwice |                                                                   |
| 20:30            | Paweł Brożek 33', 61' · Guerrier 82' | (1:0) |               | Stadion Miejski, Kraków Widzów: 13 858 Sędzia: Paweł Gil (Lublin) |
| 20:30            | Burliga 54' · Stolarski 90+2'        | (1:0) | 38' Król      | Stadion Miejski, Kraków Widzów: 13 858 Sędzia: Paweł Gil (Lublin) |

| 14 września 2013 | Zawisza Bydgoszcz                                                      | 2:0   | Cracovia      |                                                                                              |
| 15:30            | Vasconcelos 60' · Ziajka 68'                                           | (0:0) |               | Stadion im. Zdzisława Krzyszkowiaka, Bydgoszcz Widzów: 4113 Sędzia: Szymon Marciniak (Płock) |
| 15:30            | Petasz 18' · Micael 41' · Drygas 50' · Vasconcelos 61' · Masłowski 87' | (0:0) | 86' Steblecki | Stadion im. Zdzisława Krzyszkowiaka, Bydgoszcz Widzów: 4113 Sędzia: Szymon Marciniak (Płock) |

| 14 września 2013 | Śląsk Wrocław                                    | 2:0   | Lech Poznań                                 |                                                                          |
| 18:00            | Hołota 23' · M. Paixão 41'                       | (2:0) |                                             | Stadion Miejski, Wrocław Widzów: 18 761 Sędzia: Marcin Borski (Warszawa) |
| 18:00            | Plaku 15' · Dudu 34' · Gikiewicz 36' · Socha 90' | (2:0) | 21' Linetty · 36' Kotorowski · 36' Kędziora | Stadion Miejski, Wrocław Widzów: 18 761 Sędzia: Marcin Borski (Warszawa) |

| 14 września 2013 | Korona Kielce                    | 3:5   | Legia Warszawa                                           |                                                                       |
| 20:30            | Janota 59' · Sobolewski 77', 89' | (0:2) | 24' Radović · 25', 47', 69' Dvalishvili · 67' Kucharczyk | Stadion Miejski, Kielce Widzów: 10 098 Sędzia: Tomasz Musiał (Kraków) |
| 20:30            | Janota 59'                       | (0:2) | 52' Furman · 83' Brzyski                                 | Stadion Miejski, Kielce Widzów: 10 098 Sędzia: Tomasz Musiał (Kraków) |

| 15 września 2013 | Jagiellonia Białystok                                             | 6:0   | Ruch Chorzów |                                                                             |
| 15:30            | Piątkowski 19' · Quintana 21', 50' · Gajos 54' · Balaj 64', 90+3' | (2:0) |              | Stadion Miejski, Białystok Widzów: 6008 Sędzia: Paweł Raczkowski (Warszawa) |
| 15:30            | 16' Babiarz · 62' Kuświk                                          | (2:0) |              | Stadion Miejski, Białystok Widzów: 6008 Sędzia: Paweł Raczkowski (Warszawa) |

| 15 września 2013 | Pogoń Szczecin                                                 | 1:1   | Lechia Gdańsk                                                            |                                                                           |
| 18:00            | Akahoshi 90+1'                                                 | (0:1) | 25' Grzelczak                                                            | Stadion Miejski, Szczecin Widzów: 6005 Sędzia: Bartosz Frankowski (Toruń) |
| 18:00            | Ława 27' · Murayama 33' · Robak 55' · Golla 69' · Rogalski 87' | (0:1) | 36' Oualembo · 42' Matsui · 52' Dawidowicz · 62' Madera · 66' Wiśniewski | Stadion Miejski, Szczecin Widzów: 6005 Sędzia: Bartosz Frankowski (Toruń) |

| 16 września 2013 | Górnik Zabrze              | 2:1   | Zagłębie Lubin                      |                                                                           |
| 18:00            | Kosznik 23' · Nakoulma 30' | (2:0) | 61' Piech                           | Stadion im. Ernesta Pohla, Zabrze Widzów: 3000 Sędzia: Paweł Pskit (Łódź) |
| 18:00            | Przybylski 37'             | (2:0) | 26' Guldan · 80' Banaś · 84' Piątek | Stadion im. Ernesta Pohla, Zabrze Widzów: 3000 Sędzia: Paweł Pskit (Łódź) |

### 8. kolejka (19 września – 22 września)
| 19 września 2013 | Podbeskidzie Bielsko-Biała                                | 0:1   | Jagiellonia Białystok         |                                                                              |
| 17:00            |                                                           | (0:1) | 44' Plizga                    | Stadion Miejski, Bielsko-Biała Widzów: 2833 Sędzia: Tomasz Radkiewicz (Łódź) |
| 17:00            | Sloboda 17' · Pietrasiak 22' · Urban 33' · Sokołowski 66' | (0:1) | 49', 79' Ukah* · 90+5' Straus | Stadion Miejski, Bielsko-Biała Widzów: 2833 Sędzia: Tomasz Radkiewicz (Łódź) |

- Druga żółta kartka Ugochukwu Ukah nie jest wliczana do rejestru kartek ponieważ Komisja Ligi uznała, że została pokazana niesłusznie. W konsekwencji do rejestru nie jest też wliczana kartka czerwona i nie poskutkowała ona karą dyskwalifikacji w następnych meczach.

| 20 września 2013 | Piast Gliwice                 | 3:0   | Widzew Łódź                                |                                                                                  |
| 18:00            | Horváth 18', 58' · Jurado 25' | (2:0) |                                            | Stadion Miejski, Gliwice Widzów: 5488 Sędzia: Jarosław Rynkiewicz (Zielona Góra) |
| 18:00            | Polák 44'                     | (2:0) | 17' de Amo · 54' Mielcarz · 90+1' Leimonas | Stadion Miejski, Gliwice Widzów: 5488 Sędzia: Jarosław Rynkiewicz (Zielona Góra) |

| 20 września 2013 | Lech Poznań                                 | 1:2   | Pogoń Szczecin                                              |                                                                |
| 20:30            | Arboleda 31'                                | (1:0) | 53' Frączczak · 58' Robak                                   | INEA Stadion, Poznań Widzów: 17 063 Sędzia: Paweł Pskit (Łódź) |
| 20:30            | Teodorczyk 14' · Trałka 21' · Ślusarski 45' | (1:0) | 19' Frączczak · 50' Golla · 80' Pietruszka · 90+3' Murayama | INEA Stadion, Poznań Widzów: 17 063 Sędzia: Paweł Pskit (Łódź) |

| 21 września 2013 | Lechia Gdańsk | 1:1   | Zawisza Bydgoszcz |                                                                        |
| 15:30            | Grzelczak 25' | (1:1) | 33' Luís Carlos   | PGE Arena Gdańsk, Gdańsk Widzów: 17 754 Sędzia: Tomasz Musiał (Kraków) |
| 15:30            | Pazio 65'     | (1:1) |                   | PGE Arena Gdańsk, Gdańsk Widzów: 17 754 Sędzia: Tomasz Musiał (Kraków) |

| 21 września 2013 | Cracovia  | 1:1   | Wisła Kraków                               |                                                                          |
| 18:00            | Nowak 75' | (0:1) | 31' Chrapek                                | Stadion Cracovii, Kraków Widzów: 14 125 Sędzia: Szymon Marciniak (Płock) |
| 18:00            | Żytko 49' | (0:1) | 58' Chrapek · 87' Bunoza · 89' Stjepanović | Stadion Cracovii, Kraków Widzów: 14 125 Sędzia: Szymon Marciniak (Płock) |

| 21 września 2013 | Zagłębie Lubin        | 2:0   | Korona Kielce                                       |                                                                          |
| 20:30            | Piech 45' · Čotra 83' | (1:0) |                                                     | Stadion Zagłębia, Lubin Widzów: 5237 Sędzia: Krzysztof Jakubik (Siedlce) |
| 20:30            | Piech 41' · Kwiek 56' | (1:0) | 56' Małkowski · 74', 90+2' Malarczyk · 87' Lisowski | Stadion Zagłębia, Lubin Widzów: 5237 Sędzia: Krzysztof Jakubik (Siedlce) |

| 22 września 2013 | Ruch Chorzów | 1:1   | Śląsk Wrocław                |                                                                         |
| 15:30            | Kuświk 62'   | (0:0) | 60' M. Paixão                | Stadion Ruchu, Chorzów Widzów: 4900 Sędzia: Paweł Raczkowski (Warszawa) |
| 15:30            | Kuświk 55'   | (0:0) | 64' Stevanovič · 69' Pawelec | Stadion Ruchu, Chorzów Widzów: 4900 Sędzia: Paweł Raczkowski (Warszawa) |

| 22 września 2013 | Legia Warszawa                   | 2:1   | Górnik Zabrze                                                  |                                                                           |
| 18:00            | Vrdoljak 34' (k) · Jodłowiec 86' | (1:1) | 24' Madej                                                      | Pepsi Arena, Warszawa Widzów: 17 969 Sędzia: Daniel Stefański (Bydgoszcz) |
| 18:00            | Radović 31' · Vrdoljak 90+1'     | (1:1) | 31' Sobolewski · 33' Przybylski · 37' Nakoulma · 90+3' Kosznik | Pepsi Arena, Warszawa Widzów: 17 969 Sędzia: Daniel Stefański (Bydgoszcz) |

### 9. kolejka (23 września – 26 września)
| 23 września 2013 | Pogoń Szczecin                                | 2:1   | Podbeskidzie Bielsko-Biała |                                                                         |
| 18:00            | Frączczak 16' · Murayama 19'                  | (2:1) | 38' (sam) Robak            | Stadion Miejski, Szczecin Widzów: 4101 Sędzia: Marcin Borski (Warszawa) |
| 18:00            | Akahoshi 50' · Lewandowski 60' · Murayama 69' | (2:1) | 11' Deja                   | Stadion Miejski, Szczecin Widzów: 4101 Sędzia: Marcin Borski (Warszawa) |

| 23 września 2013 | Piast Gliwice | 0:2   | Lech Poznań         |                                                                          |
| 20:30            |               | (0:1) | 15', 53' Teodorczyk | Stadion Miejski, Gliwice Widzów: 5185 Sędzia: Bartosz Frankowski (Toruń) |
| 20:30            | Wilczek 83'   | (0:1) |                     | Stadion Miejski, Gliwice Widzów: 5185 Sędzia: Bartosz Frankowski (Toruń) |

| 24 września 2013 | Zawisza Bydgoszcz            | 2:0   | Zagłębie Lubin                     |                                                                                        |
| 18:00            | Vasconcelos 62' · Drygas 89' | (0:0) |                                    | Stadion im. Zdzisława Krzyszkowiaka, Bydgoszcz Widzów: 4770 Sędzia: Paweł Gil (Lublin) |
| 18:00            | Ziajka 35' · Lewczuk 38'     | (0:0) | 46' Oleksy · 50' Kwiek · 69' Banaś | Stadion im. Zdzisława Krzyszkowiaka, Bydgoszcz Widzów: 4770 Sędzia: Paweł Gil (Lublin) |

| 24 września 2013 | Wisła Kraków                          | 3:0   | Lechia Gdańsk                                |                                                                   |
| 20:30            | Chrapek 70' · Paweł Brożek 76', 90+3' | (0:0) |                                              | Stadion Miejski, Kraków Widzów: 11 189 Sędzia: Paweł Pskit (Łódź) |
| 20:30            | Chrapek 73'                           | (0:0) | 44' Dawidowicz · 57' Frankowski · 65' Buzała | Stadion Miejski, Kraków Widzów: 11 189 Sędzia: Paweł Pskit (Łódź) |

| 25 września 2013 | Śląsk Wrocław | 0:3   | Cracovia                                |                                                                            |
| 18:00            |               | (0:0) | 50', 84' Ntibazonkiza · 90+4' Budziński | Stadion Miejski, Wrocław Widzów: 8013 Sędzia: Daniel Stefański (Bydgoszcz) |
| 18:00            | Gikiewicz 5'  | (0:0) | 42' Żytko · 89' Budziński               | Stadion Miejski, Wrocław Widzów: 8013 Sędzia: Daniel Stefański (Bydgoszcz) |

| 25 września 2013 | Widzew Łódź                                  | 0:1   | Ruch Chorzów       |                                                                                       |
| 18:00            |                                              | (0:0) | 81' (k) Starzyński | Stadion im. Ludwika Sobolewskiego, Łódź Widzów: 4500 Sędzia: Szymon Marciniak (Płock) |
| 18:00            | E. Višņakovs 28' · de Amo 77' · Lafrance 81' | (0:0) |                    | Stadion im. Ludwika Sobolewskiego, Łódź Widzów: 4500 Sędzia: Szymon Marciniak (Płock) |

| 25 września 2013 | Jagiellonia Białystok      | 2:3   | Legia Warszawa                    |                                                                        |
| 20:30            | Plizga 45' · Pawłowski 89' | (1:2) | 22', 77' Radović · 28' Saganowski | Stadion Miejski, Białystok Widzów: 6927 Sędzia: Tomasz Musiał (Kraków) |
| 20:30            | Pazdan 90+5'               | (1:2) | 32' Brzyski · 75' Pinto           | Stadion Miejski, Białystok Widzów: 6927 Sędzia: Tomasz Musiał (Kraków) |

| 26 września 2013 | Korona Kielce                | 2:2   | Górnik Zabrze                 |                                                                          |
| 20:30            | Golański 74' · Pylypchuk 84' | (0:0) | 72' Nakoulma · 86' Gancarczyk | Stadion Miejski, Kielce Widzów: 5278 Sędzia: Paweł Raczkowski (Warszawa) |
| 20:30            | Golański 53' · Staňo 57'     | (0:0) | 10' Mošnikov                  | Stadion Miejski, Kielce Widzów: 5278 Sędzia: Paweł Raczkowski (Warszawa) |

### 10. kolejka (27 września – 30 września)
| 27 września 2013 | Podbeskidzie Bielsko-Biała                   | 0:1   | Piast Gliwice                                           |                                                                                |
| 20:30            |                                              | (0:0) | 72' (k) Jurado                                          | Stadion Miejski, Bielsko-Biała Widzów: 2681 Sędzia: Bartosz Frankowski (Toruń) |
| 20:30            | Telichowski 10' · Pietrasiak 12' · Urban 83' | (0:0) | 13' Polák · 29' Matras · 57' Klepczyński · 77' Zganiacz | Stadion Miejski, Bielsko-Biała Widzów: 2681 Sędzia: Bartosz Frankowski (Toruń) |

| 28 września 2013 | Cracovia                        | 0:1   | Pogoń Szczecin                               |                                                                                      |
| 15:30            |                                 | (0:1) | 21' (k) Robak                                | Stadion Cracovii, Kraków Widzów: bez udziału publiczności Sędzia: Paweł Pskit (Łódź) |
| 15:30            | Danielewicz 17' · Budziński 69' | (0:1) | 35' Dąbrowski · 57' Frączczak · 89' Akahoshi | Stadion Cracovii, Kraków Widzów: bez udziału publiczności Sędzia: Paweł Pskit (Łódź) |

| 28 września 2013 | Ruch Chorzów   | 1:1   | Wisła Kraków           |                                                                         |
| 18:00            | Starzyński 57' | (0:1) | 28' Głowacki           | Stadion Ruchu, Chorzów Widzów: 4980 Sędzia: Krzysztof Jakubik (Siedlce) |
| 18:00            | Janoszka 49'   | (0:1) | 17' Sarki · 54' Nalepa | Stadion Ruchu, Chorzów Widzów: 4980 Sędzia: Krzysztof Jakubik (Siedlce) |

| 28 września 2013 | Legia Warszawa                 | 2:1   | Śląsk Wrocław                              |                                                                 |
| 20:30            | Jodłowiec 20' · Rzeźniczak 77' | (1:1) | 5' M. Paixão                               | Pepsi Arena, Warszawa Widzów: 15 912 Sędzia: Paweł Gil (Lublin) |
| 20:30            | Vrdoljak 21' · Żyro 80'        | (1:1) | 27' Kokoszka · 34' Patejuk · 87' Ostrowski | Pepsi Arena, Warszawa Widzów: 15 912 Sędzia: Paweł Gil (Lublin) |

| 29 września 2013 | Zagłębie Lubin | 1:1   | Jagiellonia Białystok             |                                                                         |
| 15:30            | Abwo 8'        | (1:0) | 87' Piątkowski                    | Stadion Zagłębia, Lubin Widzów: 6927 Sędzia: Sebastian Jarzębak (Bytom) |
| 15:30            | Rymaniak 80'   | (1:0) | 38' Ukah · 46' Plizga · 68' Gajos | Stadion Zagłębia, Lubin Widzów: 6927 Sędzia: Sebastian Jarzębak (Bytom) |

| 29 września 2013 | Lech Poznań                                      | 1:0   | Widzew Łódź                                   |                                                                   |
| 18:00            | Teodorczyk 11'                                   | (1:0) |                                               | INEA Stadion, Poznań Widzów: 17 878 Sędzia: Tomasz Wajda (Żywiec) |
| 18:00            | Lovrencsics 10' · Pawłowski 63' · Jakóbowski 87' | (1:0) | 3' Augustyniak · 4' Mielcarz · 80' Aléx Bruno | INEA Stadion, Poznań Widzów: 17 878 Sędzia: Tomasz Wajda (Żywiec) |

| 30 września 2013 | Górnik Zabrze                             | 3:2   | Zawisza Bydgoszcz                  |                                                                                 |
| 18:00            | Kosznik 8' · Zachara 48' · Sobolewski 90' | (1:1) | 5' (k) Vasconcelos · 69' (k) Dudek | Stadion im. Ernesta Pohla, Zabrze Widzów: 3000 Sędzia: Szymon Marciniak (Płock) |
| 18:00            | 17' Micael · 77' Drygas                   | (1:1) |                                    | Stadion im. Ernesta Pohla, Zabrze Widzów: 3000 Sędzia: Szymon Marciniak (Płock) |

| 30 września 2013 | Lechia Gdańsk                  | 2:2   | Korona Kielce                                                 |                                                                            |
| 20:30            | Grzelczak 30' · Dawidowicz 38' | (2:2) | 15' (k), 19' (k) Janota                                       | PGE Arena Gdańsk, Gdańsk Widzów: 9608 Sędzia: Daniel Stefański (Bydgoszcz) |
| 20:30            | Deleu 16'                      | (2:2) | 22' Lisowski · 43' Trojanowski · 63' Pylypchuk · 66' Marković | PGE Arena Gdańsk, Gdańsk Widzów: 9608 Sędzia: Daniel Stefański (Bydgoszcz) |

### 11. kolejka (4 października – 7 października)
| 4 października 2013 | Zawisza Bydgoszcz                            | 0:1   | Korona Kielce             |                                                                                        |
| 18:00               |                                              | (0:0) | 75' Sylwestrzak           | Stadion im. Zdzisława Krzyszkowiaka, Bydgoszcz Widzów: 4000 Sędzia: Paweł Gil (Lublin) |
| 18:00               | Ziajka 32' · Lewczuk 67' · Vasconcelos 90+5' | (0:0) | 26' Pylypchuk · 56' Staňo | Stadion im. Zdzisława Krzyszkowiaka, Bydgoszcz Widzów: 4000 Sędzia: Paweł Gil (Lublin) |

| 4 października 2013 | Śląsk Wrocław                                | 2:0   | Zagłębie Lubin                   |                                                                    |
| 20:30               | M. Paixão 15' · Dudu 49' (k)                 | (1:0) |                                  | Stadion Miejski, Wrocław Widzów: 15 649 Sędzia: Paweł Pskit (Łódź) |
| 20:30               | Plaku 59' · Kaźmierczak 60' · Stevanovič 88' | (1:0) | 49', 58' Čotra · 78' Papadopulos | Stadion Miejski, Wrocław Widzów: 15 649 Sędzia: Paweł Pskit (Łódź) |

| 5 października 2013 | Jagiellonia Białystok              | 1:2   | Cracovia                      |                                                                             |
| 15:30               | Norambuena 89'                     | (0:1) | 14', 76' Nowak                | Stadion Miejski, Białystok Widzów: 4836 Sędzia: Paweł Raczkowski (Warszawa) |
| 15:30               | Gajos 57' · Baran 72' · Pazdan 81' | (0:1) | 63' Marciniak · 70' Steblecki | Stadion Miejski, Białystok Widzów: 4836 Sędzia: Paweł Raczkowski (Warszawa) |

| 5 października 2013 | Pogoń Szczecin | 1:4   | Górnik Zabrze                               |                                                                                                 |
| 18:00               | Djoussé 78'    | (0:1) | 8' Madej · 48', 87' Zachara · 62' Mączyński | Stadion Miejski im. Floriana Krygiera, Szczecin Widzów: 9161 Sędzia: Bartosz Frankowski (Toruń) |
| 18:00               | Andradina 61'  | (0:1) | 20' Mošnikov · 54' Madej                    | Stadion Miejski im. Floriana Krygiera, Szczecin Widzów: 9161 Sędzia: Bartosz Frankowski (Toruń) |

| 5 października 2013 | Podbeskidzie Bielsko-Biała | 0:0   | Lech Poznań                                |                                                                            |
| 20:30               |                            | (0:0) |                                            | Stadion Miejski, Bielsko-Biała Widzów: 3561 Sędzia: Tomasz Musiał (Kraków) |
| 20:30               | Górkiewicz 64'             | (0:0) | 61' Możdżeń · 78' Ślusarski · 90' Murawski | Stadion Miejski, Bielsko-Biała Widzów: 3561 Sędzia: Tomasz Musiał (Kraków) |

| 6 października 2013 | Wisła Kraków     | 1:0   | Legia Warszawa       |                                                                         |
| 15:30               | Paweł Brożek 82' | (0:0) |                      | Stadion Miejski, Kraków Widzów: 32 458 Sędzia: Szymon Marciniak (Płock) |
| 15:30               | Burliga 90+2'    | (0:0) | 8' Żyro · 90+2' Broź | Stadion Miejski, Kraków Widzów: 32 458 Sędzia: Szymon Marciniak (Płock) |

| 6 października 2013 | Widzew Łódź                                                         | 4:1   | Lechia Gdańsk      |                                                                                       |
| 18:00               | Leimonas 45' · Lafrance 45+6' · E. Višņakovs 49' · Aléx Bruno 90+3' | (2:1) | 39' (k) Pietrowski | Stadion im. Ludwika Sobolewskiego, Łódź Widzów: 7500 Sędzia: Marcin Borski (Warszawa) |
| 18:00               | Lafrance 34' · de Amo 43' · Bartkowski 65'                          | (2:1) | 45+3' Grzelczak    | Stadion im. Ludwika Sobolewskiego, Łódź Widzów: 7500 Sędzia: Marcin Borski (Warszawa) |

| 7 października 2013 | Piast Gliwice | 0:2   | Ruch Chorzów            |                                                                            |
| 18:00               |               | (0:1) | 4' Janoszka · 72' Surma | Stadion Miejski, Gliwice Widzów: 7171 Sędzia: Daniel Stefański (Bydgoszcz) |
| 18:00               | Martínez 65'  | (0:1) | 82', 83' Szyndrowski    | Stadion Miejski, Gliwice Widzów: 7171 Sędzia: Daniel Stefański (Bydgoszcz) |

### 12. kolejka (18 października – 21 października)
| 18 października 2013 | Korona Kielce                                   | 4:1   | Jagiellonia Białystok                                  |                                                                         |
| 18:00                | Trytko 39', 54' · Pylypchuk 60' · Kiełb 81' (k) | (1:1) | 37' Plizga                                             | Stadion Miejski, Kielce Widzów: 6606 Sędzia: Bartosz Frankowski (Toruń) |
| 18:00                | Pylypchuk 63' · Marković 87'                    | (1:1) | 31' Dzalamidze · 36' Quintana · 58' Tosik · 78' Słowik | Stadion Miejski, Kielce Widzów: 6606 Sędzia: Bartosz Frankowski (Toruń) |

| 18 października 2013 | Górnik Zabrze                                    | 3:2   | Śląsk Wrocław                                 |                                                                                    |
| 20:30                | Sobolewski 50' · Iwan 90+2' · Nakoulma 90+3'     | (0:2) | 22', 34'M. Paixão                             | Stadion im. Ernesta Pohla, Zabrze Widzów: 3000 Sędzia: Krzysztof Jakubik (Siedlce) |
| 20:30                | Gancarczyk 87' · Przybylski 87' · Nakoulma 90+3' | (0:2) | 42' Kokoszka · 62' Ostrowski · 75' Stevanovič | Stadion im. Ernesta Pohla, Zabrze Widzów: 3000 Sędzia: Krzysztof Jakubik (Siedlce) |

| 19 października 2013 | Zawisza Bydgoszcz                              | 3:1   | Wisła Kraków                 |                                                                                                 |
| 15:30                | Goulon 59' · Masłowski 68' · Luís Carlos 87'   | (0:1) | 38' Garguła                  | Stadion im. Zdzisława Krzyszkowiaka, Bydgoszcz Widzów: 5500 Sędzia: Paweł Raczkowski (Warszawa) |
| 15:30                | Ziajka 15' · Masłowski 62', 90+5' · Drygas 90' | (0:1) | 3', 58' Bunoza · 78' Małecki | Stadion im. Zdzisława Krzyszkowiaka, Bydgoszcz Widzów: 5500 Sędzia: Paweł Raczkowski (Warszawa) |

| 19 października 2013 | Zagłębie Lubin            | 3:1   | Widzew Łódź      |                                                                     |
| 18:00                | Błąd 77', 85' · Čotra 80' | (0:0) | 65' E. Višņakovs | Stadion Zagłębia, Lubin Widzów: 6479 Sędzia: Tomasz Musiał (Kraków) |
| 18:00                | Błąd 86'                  | (0:0) | 49' Batrović     | Stadion Zagłębia, Lubin Widzów: 6479 Sędzia: Tomasz Musiał (Kraków) |

| 19 października 2013 | Lechia Gdańsk                           | 1:4   | Lech Poznań                                                |                                                                    |
| 20:30                | Deleu 24'                               | (1:1) | 36', 81' Teodorczyk · 50' Lovrencsics · 69' Hämäläinen     | PGE Arena Gdańsk, Gdańsk Widzów: 14 690 Sędzia: Paweł Gil (Lublin) |
| 20:30                | Deleu 55' · Janicki 62' · Grzelczak 70' | (1:1) | 17' Trałka · 54' Douglas · 76', 85' Możdżeń · 80' Murawski | PGE Arena Gdańsk, Gdańsk Widzów: 14 690 Sędzia: Paweł Gil (Lublin) |

| 20 października 2013 | Cracovia                                                         | 4:2   | Podbeskidzie Bielsko-Biała     |                                                                                            |
| 15:30                | Kosanović 16' (k) · Boljević 66' · Ntibazonkiza 68' · Kita 90+2' | (1:1) | 23' Sloboda · 46' Urban        | Stadion Cracovii, Kraków Widzów: bez udziału publiczności Sędzia: Marcin Borski (Warszawa) |
| 15:30                | Nowak 41'                                                        | (1:1) | 15' Górkiewicz · 43' Konieczny | Stadion Cracovii, Kraków Widzów: bez udziału publiczności Sędzia: Marcin Borski (Warszawa) |

| 20 października 2013 | Legia Warszawa                                    | 4:1   | Piast Gliwice                      |                                                                 |
| 18:00                | Dvalishvili 32', 63' · Pinto 60' · Rzeźniczak 65' | (1:0) | 47' Hanzel                         | Pepsi Arena, Warszawa Widzów: 17 403 Sędzia: Paweł Pskit (Łódź) |
| 18:00                | Júnior 25' · Rzeźniczak 82'                       | (1:0) | 48' Król · 70' Ižvolt · 84' Matras | Pepsi Arena, Warszawa Widzów: 17 403 Sędzia: Paweł Pskit (Łódź) |

| 21 października 2013 | Ruch Chorzów    | 1:1   | Pogoń Szczecin                                          |                                                                      |
| 18:00                | Kwiatkowski 15' | (1:1) | 28' Murayama                                            | Stadion Ruchu, Chorzów Widzów: 5200 Sędzia: Szymon Marciniak (Płock) |
| 18:00                | Malinowski 55'  | (1:1) | 9' Akahoshi · 35' Pietruszka · 64' Ława · 90' Ouédraogo | Stadion Ruchu, Chorzów Widzów: 5200 Sędzia: Szymon Marciniak (Płock) |

### 13. kolejka (24 października – 27 października)
| 24 października 2013 | Podbeskidzie Bielsko-Biała | 0:0   | Ruch Chorzów |                                                                              |
| 16:00                |                            | (0:0) |              | Stadion Miejski, Bielsko-Biała Widzów: 2600 Sędzia: Marcin Borski (Warszawa) |
| 16:00                | Łatka 30'                  | (0:0) | 35' Dziwniel | Stadion Miejski, Bielsko-Biała Widzów: 2600 Sędzia: Marcin Borski (Warszawa) |

| 25 października 2013 | Widzew Łódź                  | 1:3   | Cracovia                                           |                                                                                         |
| 18:00                | Rybicki 15' (k)              | (1:2) | 36' Dąbrowski · 42' D. Nowak · 61' (sam.) Lafrance | Stadion im. Ludwika Sobolewskiego, Łódź Widzów: 3500 Sędzia: Bartosz Frankowski (Toruń) |
| 18:00                | K. Nowak 35' · Kaczmarek 57' | (1:2) | 8' Szeliga · 52' Dąbrowski · 71' Boljević          | Stadion im. Ludwika Sobolewskiego, Łódź Widzów: 3500 Sędzia: Bartosz Frankowski (Toruń) |

| 25 października 2013 | Jagiellonia Białystok                                 | 0:1   | Górnik Zabrze                                                                       |                                                                    |
| 20:30                |                                                       | (0:0) | 66' Zachara                                                                         | Stadion Miejski, Białystok Widzów: 4357 Sędzia: Paweł Pskit (Łódź) |
| 20:30                | Dzalamidze 18', 24' · Dźwigała 36' · Norambuena 90+5' | (0:0) | 32' Łukasiewicz · 40' Kosznik · 90+5' Nakoulma* · po meczu' Łuczak · po meczu' Iwan | Stadion Miejski, Białystok Widzów: 4357 Sędzia: Paweł Pskit (Łódź) |

- Czerwona kartka Préjuce'a Nakoulmy nie jest wliczana do rejestru napomnień ponieważ Komisja Ligi uznała, że została pokazana niesłusznie; nie poskutkowała karą dyskwalifikacji w następnych meczach.

| 26 października 2013 | Pogoń Szczecin                                   | 3:2   | Korona Kielce               |                                                                                               |
| 15:30                | Akahoshi 56' (k) · Bąk 73', 78'                  | (0:0) | 51' Kiełb · 75' Malarczyk   | Stadion Miejski im. Floriana Krygiera, Szczecin Widzów: 5734 Sędzia: Szymon Marciniak (Płock) |
| 15:30                | Golla 39' · Robak 50' · Pietruszka 61' · Bąk 73' | (0:0) | 56' Dejmek · 90+1' Lisowski | Stadion Miejski im. Floriana Krygiera, Szczecin Widzów: 5734 Sędzia: Szymon Marciniak (Płock) |

| 26 października 2013 | Piast Gliwice            | 0:0   | Lechia Gdańsk                  |                                                                      |
| 18:00                |                          | (0:0) |                                | Stadion Miejski, Gliwice Widzów: 4000 Sędzia: Tomasz Musiał (Kraków) |
| 18:00                | Hanzel 50' · Horváth 52' | (0:0) | 35' Dawidowicz · 49' Grzelczak | Stadion Miejski, Gliwice Widzów: 4000 Sędzia: Tomasz Musiał (Kraków) |

| 26 października 2013 | Wisła Kraków                             | 1:0   | Zagłębie Lubin |                                                                                   |
| 20:30                | Garguła 39'                              | (1:0) |                | Stadion Miejski, Kraków Widzów: 10 753 Sędzia: Jarosław Rynkiewicz (Zielona Góra) |
| 20:30                | Chrapek 56' · Guerrier 68' · Burliga 75' | (1:0) | 81' Jež        | Stadion Miejski, Kraków Widzów: 10 753 Sędzia: Jarosław Rynkiewicz (Zielona Góra) |

| 27 października 2013 | Śląsk Wrocław                         | 1:2   | Zawisza Bydgoszcz               |                                                                           |
| 15:30                | Patejuk 55'                           | (0:0) | 67' Luís Carlos · 74' Geworgian | Stadion Miejski, Wrocław Widzów: 8759 Sędzia: Paweł Raczkowski (Warszawa) |
| 15:30                | Pawelec 35' · Patejuk 69' · Socha 73' | (0:0) | 84' Luís Carlos · 85' Dudek     | Stadion Miejski, Wrocław Widzów: 8759 Sędzia: Paweł Raczkowski (Warszawa) |

| 27 października 2013 | Lech Poznań             | 1:1   | Legia Warszawa                                 |                                                                          |
| 18:00                | Lovrencsics 50'         | (0:0) | 47' Jodłowiec                                  | INEA Stadion, Poznań Widzów: 38 458 Sędzia: Daniel Stefański (Bydgoszcz) |
| 18:00                | Trałka 39' · Ceesay 85' | (0:0) | 54' Rzeźniczak · 66' Vrdoljak · 90' Wawrzyniak | INEA Stadion, Poznań Widzów: 38 458 Sędzia: Daniel Stefański (Bydgoszcz) |

### 14. kolejka (28 października – 31 października)
| 28 października 2013 | Górnik Zabrze                    | 0:1   | Cracovia                 |                                                                                 |
| 18:00                |                                  | (0:0) | 65' Ntibazonkiza         | Stadion im. Ernesta Pohla, Zabrze Widzów: 3000 Sędzia: Marcin Borski (Warszawa) |
| 18:00                | Łukasiewicz 43' · Sobolewski 61' | (0:0) | 63' Szeliga · 67' Štraus | Stadion im. Ernesta Pohla, Zabrze Widzów: 3000 Sędzia: Marcin Borski (Warszawa) |

| 29 października 2013 | Pogoń Szczecin                        | 4:0   | Piast Gliwice   |                                                                                                 |
| 18:00                | Robak 5', 26', 45' (k) · Murayama 19' | (4:0) |                 | Stadion Miejski im. Floriana Krygiera, Szczecin Widzów: 6204 Sędzia: Bartosz Frankowski (Toruń) |
| 18:00                | Frączczak 37'                         | (4:0) | 45' Klepczyński | Stadion Miejski im. Floriana Krygiera, Szczecin Widzów: 6204 Sędzia: Bartosz Frankowski (Toruń) |

| 29 października 2013 | Wisła Kraków                                                                    | 3:0   | Widzew Łódź                                   |                                                                   |
| 20:30                | Guerrier 11', 85' · Paweł Brożek 27'                                            | (2:0) |                                               | Stadion Miejski, Kraków Widzów: 10 473 Sędzia: Paweł Gil (Lublin) |
| 20:30                | Burliga 45' · Bunoza 51' · Małecki 73' · Stjepanović 90+1' · Piotr Brożek 90+3' | (2:0) | 13' Lafrance · 31' E. Višņakovs* · 42' de Amo | Stadion Miejski, Kraków Widzów: 10 473 Sędzia: Paweł Gil (Lublin) |

- Żółta kartka Eduardsa Višņakovsa nie jest wliczana do rejestru napomnień ponieważ Komisja Ligi uznała, że została pokazana niesłusznie.

| 30 października 2013 | Zagłębie Lubin | 1:3   | Lechia Gdańsk                                 |                                                                    |
| 18:00                | Abwo 79'       | (0:1) | 19' Frankowski · 72' Grzelczak · 90+4' Buzała | Stadion Zagłębia, Lubin Widzów: 4738 Sędzia: Tomasz Wajda (Żywiec) |
| 18:00                | Banaś 89'      | (0:1) | 28' Pazio · 84' Machaj                        | Stadion Zagłębia, Lubin Widzów: 4738 Sędzia: Tomasz Wajda (Żywiec) |

| 30 października 2013 | Korona Kielce  | 1:4   | Ruch Chorzów                          |                                                                     |
| 18:00                | Trytko 11'     | (1:2) | 27', 45+1', 63' Janoszka · 84' Kuświk | Stadion Miejski, Kielce Widzów: 6279 Sędzia: Tomasz Musiał (Kraków) |
| 18:00                | Marković 90+2' | (1:2) |                                       | Stadion Miejski, Kielce Widzów: 6279 Sędzia: Tomasz Musiał (Kraków) |

| 30 października 2013 | Zawisza Bydgoszcz                   | 3:1   | Legia Warszawa |                                                                                                |
| 20:30                | Geworgian 7', 47' · Luís Carlos 55' | (1:1) | 24' Pinto      | Stadion im. Zdzisława Krzyszkowiaka, Bydgoszcz Widzów: 12 789 Sędzia: Szymon Marciniak (Płock) |

| 31 października 2013 | Śląsk Wrocław                                             | 4:0   | Podbeskidzie Bielsko-Biała    |                                                                            |
| 18:00                | Telichowski 55' (sam.) · M. Paixão 61' · Patejuk 63', 71' | (0:0) |                               | Stadion Miejski, Wrocław Widzów: 5156 Sędzia: Daniel Stefański (Bydgoszcz) |
| 18:00                | Grodzicki 57'                                             | (0:0) | 5' Sloboda* · 28' Telichowski | Stadion Miejski, Wrocław Widzów: 5156 Sędzia: Daniel Stefański (Bydgoszcz) |

- Żółta kartka Antona Slobody nie jest wliczana do rejestru napomnień ponieważ Komisja Ligi uznała, że została pokazana niesłusznie.

| 31 października 2013 | Jagiellonia Białystok     | 2:0   | Lech Poznań                             |                                                                             |
| 20:45*               | Quintana 21' · Plizga 87' | (1:0) |                                         | Stadion Miejski, Białystok Widzów: 5427 Sędzia: Paweł Raczkowski (Warszawa) |
| 20:45*               | Quintana 77'              | (1:0) | 43' Murawski · 64' Ceesay · 85' Linetty | Stadion Miejski, Białystok Widzów: 5427 Sędzia: Paweł Raczkowski (Warszawa) |

- Mecz pierwotnie zaplanowany na 20:30 rozpoczął się z 15-minutowym opóźnieniem z powodu awarii oświetlenia.

### 15. kolejka (2 listopada – 5 listopada)
| 2 listopada 2013 | Cracovia                              | 1:2   | Korona Kielce                             |                                                                    |
| 15:30            | Nowak 35'                             | (1:1) | 40' Malarczyk · 59' (sam.) Dąbrowski      | Stadion Cracovii, Kraków Widzów: 10 743 Sędzia: Paweł Gil (Lublin) |
| 15:30            | Boljević 57' · Ntibazonkiza 60', 90'* | (1:1) | 71' Korzym · 80' Jovanović · 88' Kwiecień | Stadion Cracovii, Kraków Widzów: 10 743 Sędzia: Paweł Gil (Lublin) |

- Pierwsza żółta kartka Saïdiego Ntibazonkizy nie jest wliczana do rejestru napomnień ponieważ Komisja Ligi uznała, że została pokazana niesłusznie.

| 2 listopada 2013 | Widzew Łódź                                        | 2:1   | Pogoń Szczecin             |                                                                                       |
| 18:00            | E. Višņakovs 20' · Lafrance 50'                    | (1:0) | 49' (sam.) Lafrance        | Stadion im. Ludwika Sobolewskiego, Łódź Widzów: 4500 Sędzia: Marcin Borski (Warszawa) |
| 18:00            | Kaczmarek 80', 84' · Lafrance 81' · Mielcarz 90+4' | (1:0) | 55' Tchami · 74' Dąbrowski | Stadion im. Ludwika Sobolewskiego, Łódź Widzów: 4500 Sędzia: Marcin Borski (Warszawa) |

| 2 listopada 2013 | Legia Warszawa                  | 2:0   | Zagłębie Lubin  |                                                                         |
| 20:30            | Pinto 38' · Dvalishvili 55' (k) | (1:0) |                 | Pepsi Arena, Warszawa Widzów: 14 034 Sędzia: Bartosz Frankowski (Toruń) |
| 20:30            | Júnior 9'                       | (1:0) | 39' Papadopulos | Pepsi Arena, Warszawa Widzów: 14 034 Sędzia: Bartosz Frankowski (Toruń) |

| 3 listopada 2013 | Lechia Gdańsk | 1:2   | Śląsk Wrocław                |                                                                          |
| 15:30            | Grzelczak 55' | (0:0) | 63' Kokoszka · 81' Grodzicki | PGE Arena Gdańsk, Gdańsk Widzów: 12 365 Sędzia: Tomasz Radkiewicz (Łódź) |

| 3 listopada 2013 | Lech Poznań                                     | 3:1   | Górnik Zabrze |                                                                      |
| 18:00            | Lovrencsics 65' · Kamiński 75' · Teodorczyk 87' | (0:1) | 10' Nakoulma  | INEA Stadion, Poznań Widzów: 16 037 Sędzia: Szymon Marciniak (Płock) |
| 18:00            | Trałka 15' · Formella 90+1'                     | (0:1) | 35' Madej     | INEA Stadion, Poznań Widzów: 16 037 Sędzia: Szymon Marciniak (Płock) |

| 4 listopada 2013 | Piast Gliwice                | 2:1   | Jagiellonia Białystok |                                                                            |
| 18:00            | Jurado 66' (k) · Horváth 70' | (0:0) | 56' Balaj             | Stadion Miejski, Gliwice Widzów: 3633 Sędzia: Daniel Stefański (Bydgoszcz) |
| 18:00            | Horváth 57' · Zbozień 82'    | (0:0) | 27' Tosik · 64' Ukah  | Stadion Miejski, Gliwice Widzów: 3633 Sędzia: Daniel Stefański (Bydgoszcz) |

| 4 listopada 2013 | Podbeskidzie Bielsko-Biała | 0:0   | Wisła Kraków |                                                                                 |
| 20:30            |                            | (0:0) |              | Stadion Miejski, Bielsko-Biała Widzów: 3200 Sędzia: Krzysztof Jakubik (Siedlce) |
| 20:30            | Łatka 50'                  | (0:0) | 34' Chrapek  | Stadion Miejski, Bielsko-Biała Widzów: 3200 Sędzia: Krzysztof Jakubik (Siedlce) |

| 5 listopada 2013 | Ruch Chorzów | 1:0   | Zawisza Bydgoszcz                              |                                                                                |
| 18:00            | Kuświk 89'   | (0:0) |                                                | Stadion Ruchu, Chorzów Widzów: 5500 Sędzia: Jarosław Rynkiewicz (Zielona Góra) |
| 18:00            | Babiarz 71'  | (0:0) | 27' Goulon · 29' Geworgian · 90+2' Luís Carlos | Stadion Ruchu, Chorzów Widzów: 5500 Sędzia: Jarosław Rynkiewicz (Zielona Góra) |

### 16. kolejka (8 listopada – 11 listopada)
| 8 listopada 2013 | Jagiellonia Białystok | 1:1   | Zawisza Bydgoszcz |                                                          |
| 18:00            | Plizga 61'            | (0:0) | 62' Geworgian     | Stadion Miejski, Białystok Sędzia: Tomasz Wajda (Żywiec) |
| 18:00            | Popchadze 90'         | (0:0) | 57' Dudek         | Stadion Miejski, Białystok Sędzia: Tomasz Wajda (Żywiec) |

| 8 listopada 2013 | Górnik Zabrze                   | 3:2   | Wisła Kraków                               |                                                                                 |
| 20:30            | Nakoulma 55' · Zachara 72', 77' | (0:1) | 30' Šteinbors sam. · 53' Guerrier          | Stadion im. Ernesta Pohla, Zabrze Widzów: 3000 Sędzia: Tomasz Radkiewicz (Łódź) |
| 20:30            | Antoni Łukasiewicz 59'          | (0:1) | 76' Piotr Brożek · 80' Burliga · 82' Sarki | Stadion im. Ernesta Pohla, Zabrze Widzów: 3000 Sędzia: Tomasz Radkiewicz (Łódź) |

| 9 listopada 2013 | Piast Gliwice          | 1:1   | Cracovia                                               |                                                                           |
| 15:30            | Podgórski 48'          | (0:0) | 89' Kita                                               | Stadion Miejski, Gliwice Widzów: 4989 Sędzia: Krzysztof Jakubik (Siedlce) |
| 15:30            | Jurado 81' · Trela 90' | (0:0) | 29' Żytko · 64' Budziński · 70' Szeliga · 82' Boljević | Stadion Miejski, Gliwice Widzów: 4989 Sędzia: Krzysztof Jakubik (Siedlce) |

| 9 listopada 2013 | Podbeskidzie Bielsko-Biała                   | 3:1   | Lechia Gdańsk              |                                                                                 |
| 18:00            | Sokołowski 43' · Pawela 62' · Jagiełło 90+2' | (1:0) | 65' Janicki                | Stadion Miejski, Bielsko-Biała Widzów: 2900 Sędzia: Paweł Raczkowski (Warszawa) |
| 18:00            | Sokołowski 90+2'                             | (1:0) | 45' Dawidowicz · 71' Pazio | Stadion Miejski, Bielsko-Biała Widzów: 2900 Sędzia: Paweł Raczkowski (Warszawa) |

| 9 listopada 2013 | Lech Poznań                                                    | 4:2   | Ruch Chorzów    |                                                                    |
| 20:30            | Teodorczyk 9' · Murawski 78' · Lovrencsics 83' · Claasen 90+2' | (1:1) | 38', 59' Kuświk | INEA Stadion, Poznań Widzów: 24 336 Sędzia: Tomasz Musiał (Kraków) |
| 20:30            | 20' Tymiński                                                   | (1:1) |                 | INEA Stadion, Poznań Widzów: 24 336 Sędzia: Tomasz Musiał (Kraków) |

| 10 listopada 2013 | Śląsk Wrocław                                             | 1:1   | Korona Kielce               |                                                                        |
| 15:30             | M. Paixão 58' (k)                                         | (0:0) | 90' Sylwestrzak             | Stadion Miejski, Wrocław Widzów: 9126 Sędzia: Szymon Marciniak (Płock) |
| 15:30             | Kokoszka 33', 40' · Dudu 40' · Grodzicki 48' · Gawisz 81' | (0:0) | 57' Staňo · 58' Sylwestrzak | Stadion Miejski, Wrocław Widzów: 9126 Sędzia: Szymon Marciniak (Płock) |

| 10 listopada 2013 | Widzew Łódź                     | 0:1   | Legia Warszawa              |                                                                                         |
| 18:00             |                                 | (0:0) | 62' Jodłowiec               | Stadion im. Ludwika Sobolewskiego, Łódź Widzów: 8000 Sędzia: Bartosz Frankowski (Toruń) |
| 18:00             | Batrović 21' · Bartkowski 90+2' | (0:0) | 17' Rzeźniczak · 90' Furman | Stadion im. Ludwika Sobolewskiego, Łódź Widzów: 8000 Sędzia: Bartosz Frankowski (Toruń) |

| 11 listopada 2013 | Pogoń Szczecin          | 1:1   | Zagłębie Lubin |                                                                                                 |
| 18:00             | Robak 3'                | (1:1) | 43' Kwiek      | Stadion Miejski im. Floriana Krygiera, Szczecin Widzów: 7310 Sędzia: Sebastian Jarzębak (Bytom) |
| 18:00             | Bąk 46' · Ouédraogo 90' | (1:1) | 32' Oleksy     | Stadion Miejski im. Floriana Krygiera, Szczecin Widzów: 7310 Sędzia: Sebastian Jarzębak (Bytom) |

### 17. kolejka (22 listopada – 25 listopada)
| 22 listopada 2013 | Zagłębie Lubin                            | 0:2   | Piast Gliwice                                                |                                                                       |
| 18:00             |                                           | (0:1) | 10' Hanzel · 61' Jurado                                      | Stadion Zagłębia, Lubin Widzów: 3835 Sędzia: Tomasz Radkiewicz (Łódź) |
| 18:00             | Kwiek 63' · Banaś 66', 78' · Rymaniak 69' | (0:1) | 19' Ižvolt · 43' Horváth · 63', 90+5' Król · 69', 86' Hanzel | Stadion Zagłębia, Lubin Widzów: 3835 Sędzia: Tomasz Radkiewicz (Łódź) |

| 22 listopada 2013 | Wisła Kraków               | 1:0   | Korona Kielce                               |                                                                           |
| 20:30             | Paweł Brożek 86'           | (0:0) |                                             | Stadion Miejski, Kielce Widzów: 12 499 Sędzia: Bartosz Frankowski (Toruń) |
| 20:30             | Burliga 38' · Guerrier 63' | (0:0) | 38' Sobolewski · 49' Małkowski · 60' Dejmek | Stadion Miejski, Kielce Widzów: 12 499 Sędzia: Bartosz Frankowski (Toruń) |

| 23 listopada 2013 | Zawisza Bydgoszcz                    | 2:0   | Widzew Łódź                |                                                                                              |
| 15:30             | Lafrance 3' (sam.) · Luís Carlos 56' | (1:0) |                            | Stadion im. Zdzisława Krzyszkowiaka, Bydgoszcz Widzów: 7000 Sędzia: Szymon Marciniak (Płock) |
| 15:30             | Drygas 34' · Micael 59'              | (1:0) | 31' de Amo · 90' Kaczmarek | Stadion im. Zdzisława Krzyszkowiaka, Bydgoszcz Widzów: 7000 Sędzia: Szymon Marciniak (Płock) |

| 23 listopada 2013 | Jagiellonia Białystok              | 3:1   | Śląsk Wrocław                                         |                                                                    |
| 18:10*            | Quintana 31' (k), 79' · Plizga 34' | (2:1) | 26' Patejuk                                           | Stadion Miejski, Białystok Widzów: 4769 Sędzia: Paweł Gil (Lublin) |
| 18:10*            | Waszkiewicz 25' · Plizga 84'       | (2:1) | 30' Grodzicki · 54' Pawelec · 75' Hołota · 90+3' Mila | Stadion Miejski, Białystok Widzów: 4769 Sędzia: Paweł Gil (Lublin) |

- Mecz pierwotnie zaplanowany na 18:00 rozpoczął się z 10-minutowym opóźnieniem z powodu opóźnienia rozpoczęcia meczu Arsenal F.C. – Southampton F.C.

| 23 listopada 2013 | Legia Warszawa                                      | 3:1   | Pogoń Szczecin                                            |                                                                          |
| 20:30             | Golla 13' (sam.) · Rzeźniczak 43' · Dvalishvili 63' | (2:1) | 3' (sam.) Wawrzyniak                                      | Pepsi Arena, Warszawa Widzów: 22 187 Sędzia: Krzysztof Jakubik (Siedlce) |
| 20:30             | Wawrzyniak 28' · Jodłowiec 33' · Dvalishvili 41'    | (2:1) | 25' Akahoshi · 26' Lisowski · 68' Rogalski · 89' Murayama | Pepsi Arena, Warszawa Widzów: 22 187 Sędzia: Krzysztof Jakubik (Siedlce) |

| 24 listopada 2013 | Lechia Gdańsk                        | 0:0   | Ruch Chorzów |                                                                           |
| 15:30             |                                      | (0:0) |              | PGE Arena Gdańsk, Gdańsk Widzów: 9846 Sędzia: Paweł Raczkowski (Warszawa) |
| 15:30             | Bieniuk 10' · Zyska 66' · Matsui 89' | (0:0) |              | PGE Arena Gdańsk, Gdańsk Widzów: 9846 Sędzia: Paweł Raczkowski (Warszawa) |

| 24 listopada 2013 | Górnik Zabrze                    | 2:0   | Podbeskidzie Bielsko-Biała |                                                                               |
| 18:00             | Zachara 23' · Iwan 86'           | (1:0) |                            | Stadion im. Ernesta Pohla, Zabrze Widzów: 3000 Sędzia: Tomasz Musiał (Kraków) |
| 18:00             | Łukasiewicz 40' · Sobolewski 73' | (1:0) | 77' Górkiewicz             | Stadion im. Ernesta Pohla, Zabrze Widzów: 3000 Sędzia: Tomasz Musiał (Kraków) |

| 25 listopada 2013 | Cracovia                         | 1:6   | Lech Poznań                                                                                    |                                                                          |
| 18:00             | Dudzic 61'                       | (0:3) | 9' Hämäläinen · 34' Lovrencsics · 40' Kamiński · 47' Murawski · 64' Teodorczyk · 77' Ślusarski | Stadion Cracovii, Kraków Widzów: 10 025 Sędzia: Marcin Borski (Warszawa) |
| 18:00             | Zejdler 37' · Kuś 53' · Kita 81' | (0:3) | 43' Drewniak · 71' Lovrencsics                                                                 | Stadion Cracovii, Kraków Widzów: 10 025 Sędzia: Marcin Borski (Warszawa) |

### 18. kolejka (28 listopada – 1 grudnia)
| 28 listopada 2013 | Jagiellonia Białystok                               | 0:1   | Lechia Gdańsk                            |                                                                          |
| 16:00             |                                                     | (0:0) | 79' Wiśniewski                           | Stadion Miejski, Białystok Widzów: 2730 Sędzia: Szymon Marciniak (Płock) |
| 16:00             | Ukah 30' · Porębski 44' · Tosik 60' · Popchadze 64' | (0:0) | 52' Zyska · 57' Oualembo · 80' Tuszyński | Stadion Miejski, Białystok Widzów: 2730 Sędzia: Szymon Marciniak (Płock) |

| 29 listopada 2013 | Pogoń Szczecin                          | 1:1   | Zawisza Bydgoszcz |                                                                                             |
| 18:00             | Frączczak 22'                           | (1:1) | 41' Drygas        | Stadion Miejski im. Floriana Krygiera, Szczecin Widzów: 5257 Sędzia: Tomasz Musiał (Kraków) |
| 18:00             | 24' Goulon · 44' Masłowski · 64' Ziajka | (1:1) |                   | Stadion Miejski im. Floriana Krygiera, Szczecin Widzów: 5257 Sędzia: Tomasz Musiał (Kraków) |

| 29 listopada 2013 | Wisła Kraków                                 | 3:0   | Śląsk Wrocław                 |                                                                             |
| 20:30             | Garguła 17' · Boguski 52' · Paweł Brożek 54' | (1:0) |                               | Stadion Miejski, Kraków Widzów: 15 195 Sędzia: Daniel Stefański (Bydgoszcz) |
| 20:30             | Guerrier 36'                                 | (1:0) | 55' Kaźmierczak · 64' Pawelec | Stadion Miejski, Kraków Widzów: 15 195 Sędzia: Daniel Stefański (Bydgoszcz) |

| 30 listopada 2013 | Korona Kielce    | 2:1   | Widzew Łódź                                                      |                                                                         |
| 15:30             | Kiełb 65', 90+3' | (0:1) | 31' Kasprzak                                                     | Stadion Miejski, Kielce Widzów: 4586 Sędzia: Sebastian Jarzębak (Bytom) |
| 15:30             | Korzym 8'        | (0:1) | 29' Melunović · 53', 78' Augustyniak · 86' Mielcarz · 87' Okachi | Stadion Miejski, Kielce Widzów: 4586 Sędzia: Sebastian Jarzębak (Bytom) |

| 30 listopada 2013 | Piast Gliwice                        | 2:0   | Górnik Zabrze                                                   |                                                                  |
| 18:00             | Jurado 1' · Wilczek 55'              | (1:0) |                                                                 | Stadion Miejski, Gliwice Widzów: 9053 Sędzia: Paweł Pskit (Łódź) |
| 18:00             | Zbozień 26' · Polák 86' · Matras 90' | (1:0) | 18' Przybylski · 48', 90+4' Iwan · 66' Wełnicki · 71' Małkowski | Stadion Miejski, Gliwice Widzów: 9053 Sędzia: Paweł Pskit (Łódź) |

| 30 listopada 2013 | Lech Poznań  | 1:1   | Zagłębie Lubin          |                                                                   |
| 20:30             | Możdżeń 83'  | (0:1) | 37' Rymaniak            | INEA Stadion, Poznań Widzów: 12 689 Sędzia: Tomasz Wajda (Żywiec) |
| 20:30             | Arboleda 59' | (0:1) | 72' Rymaniak · 82' Abwo | INEA Stadion, Poznań Widzów: 12 689 Sędzia: Tomasz Wajda (Żywiec) |

| 1 grudnia 2013 | Ruch Chorzów                                                                   | 3:2   | Cracovia                                             |                                                                         |
| 15:30          | Starzyński 34' (k) · Dziwniel 56' · Kosanović 68' (sam.)                       | (1:1) | 7', 61' (k) Kosanović                                | Stadion Ruchu, Chorzów Widzów: 5500 Sędzia: Paweł Raczkowski (Warszawa) |
| 15:30          | Starzyński 40' · Janoszka 53' · Helik 60' · Dziwniel 90+3' · Kwiatkowski 90+3' | (1:1) | 46' Štraus · 47' Szeliga · 67' Kosanović · 90' Żytko | Stadion Ruchu, Chorzów Widzów: 5500 Sędzia: Paweł Raczkowski (Warszawa) |

| 1 grudnia 2013 | Podbeskidzie Bielsko-Biała  | 1:0   | Legia Warszawa |                                                                                |
| 18:00          | Jagiełło 89'                | (0:0) |                | Stadion Miejski, Bielsko-Biała Widzów: 3500 Sędzia: Bartosz Frankowski (Toruń) |
| 18:00          | Deja 8' · Telichowski 90+3' | (0:0) | 75' Jodłowiec  | Stadion Miejski, Bielsko-Biała Widzów: 3500 Sędzia: Bartosz Frankowski (Toruń) |

### 19. kolejka (2 grudnia – 5 grudnia)
| 2 grudnia 2013 | Jagiellonia Białystok                                        | 5:2   | Wisła Kraków              |                                                                             |
| 18:00          | Grzyb 3' · Piątkowski 14', 70' · Plizga 54' · Dźwigała 88'   | (2:1) | 38' Brożek · 74' Głowacki | Stadion Miejski, Białystok Widzów: 3376 Sędzia: Krzysztof Jakubik (Siedlce) |
| 18:00          | 11' Stjepanović · 34' Głowacki · 84' Jovanović · 85' Małecki | (2:1) |                           | Stadion Miejski, Białystok Widzów: 3376 Sędzia: Krzysztof Jakubik (Siedlce) |

| 2 grudnia 2013 | Śląsk Wrocław                                                                   | 1:1   | Pogoń Szczecin                                                                       |                                                                        |
| 20:30          | Kaźmierczak 89'                                                                 | (0:0) | 53' (k) Robak                                                                        | Stadion Miejski, Wrocław Widzów: 4564 Sędzia: Szymon Marciniak (Płock) |
| 20:30          | Mila 31' · Kelemen 52' · Kokoszka 72' · Więzik 77' · Pawelec 85' · Hołota 90+3' | (0:0) | 13' Golla · 30' Ława · 34' Rogalski · 40' Lewandowski · 86' Lisowski · 90+5' Djousse | Stadion Miejski, Wrocław Widzów: 4564 Sędzia: Szymon Marciniak (Płock) |

| 3 grudnia 2013 | Górnik Zabrze                           | 3:2   | Widzew Łódź               |                                                                           |
| 18:00          | Nakoulma 44' · Zachara 56' · Łuczak 86' | (1:1) | 21' Nowak · 68' Melunović | Stadion im. Ernesta Pohla, Zabrze Widzów: 2700 Sędzia: Paweł Gil (Lublin) |
| 18:00          | Madej 25' · Łuczak 38' · Nakoulma 90+3' | (1:1) |                           | Stadion im. Ernesta Pohla, Zabrze Widzów: 2700 Sędzia: Paweł Gil (Lublin) |

| 3 grudnia 2013 | Zawisza Bydgoszcz                                       | 6:0   | Piast Gliwice   | |
| 18:00          | Masłowski 12', 21', 47', 59' · Lewczuk 36' · Petasz 85' | (3:0) |                 | Stadion im. Zdzisława Krzyszkowiaka, Bydgoszcz Widzów: bez udziału publiczności Sędzia: Tomasz Musiał (Kraków) |
| 18:00          | Goulon 78', 80'                                         | (3:0) | 50' Klepczyński | Stadion im. Zdzisława Krzyszkowiaka, Bydgoszcz Widzów: bez udziału publiczności Sędzia: Tomasz Musiał (Kraków) |

| 3 grudnia 2013 | Korona Kielce                 | 1:0   | Lech Poznań |                                                                       |
| 20:30          | Gołębiewski 88'               | (0:0) |             | Stadion Miejski, Kielce Widzów: 5786 Sędzia: Marcin Borski (Warszawa) |
| 20:30          | Jovanović 27' · Pylypchuk 64' | (0:0) | 8' Kamiński | Stadion Miejski, Kielce Widzów: 5786 Sędzia: Marcin Borski (Warszawa) |

| 4 grudnia 2013 | Cracovia                  | 2:1   | Lechia Gdańsk                                      |                                                                          |
| 18:00          | Kosanović 64', 81' (k)    | (0:0) | 75' Wiśniewski                                     | Stadion Cracovii, Kraków Widzów: 7173 Sędzia: Sebastian Jarzębak (Bytom) |
| 18:00          | Kuś 52' · Danielewicz 84' | (0:0) | 58' Matsui · 80' Deleu · 80' Oualembo · 84' Machaj | Stadion Cracovii, Kraków Widzów: 7173 Sędzia: Sebastian Jarzębak (Bytom) |

| 4 grudnia 2013 | Legia Warszawa         | 2:0   | Ruch Chorzów   |                                                                                   |
| 20:30          | Astiz 34' · Ojamaa 63' | (1:0) |                | Pepsi Arena, Warszawa Widzów: bez udziału publiczności Sędzia: Paweł Pskit (Łódź) |
| 20:30          | Astiz 66'              | (1:0) | 73' Starzyński | Pepsi Arena, Warszawa Widzów: bez udziału publiczności Sędzia: Paweł Pskit (Łódź) |

| 5 grudnia 2013 | Zagłębie Lubin                 | 3:2   | Podbeskidzie Bielsko-Biała               |                                                                           |
| 20:30          | Piech 30', 73' · Przybecki 46' | (1:0) | 51' Pawela · 90+1' Sloboda               | Stadion Zagłębia, Lubin Widzów: 3062 Sędzia: Daniel Stefański (Bydgoszcz) |
| 20:30          | Woźniak 90+5'                  | (1:0) | 25' Łatka · 76' Sloboda · 85' Sokołowski | Stadion Zagłębia, Lubin Widzów: 3062 Sędzia: Daniel Stefański (Bydgoszcz) |

### 20. kolejka (6 grudnia – 9 grudnia)
| 6 grudnia 2013 | Piast Gliwice                | 1:1   | Korona Kielce              |                                                                          |
| 18:00          | Sylwestrzak 51' (sam.)       | (0:0) | 70' Sylwestrzak            | Stadion Miejski, Gliwice Widzów: 3662 Sędzia: Bartosz Frankowski (Toruń) |
| 18:00          | Murawski 49' · Podgórski 89' | (0:0) | 78' Kiełb · 90+2' Kwiecień | Stadion Miejski, Gliwice Widzów: 3662 Sędzia: Bartosz Frankowski (Toruń) |

| 6 grudnia 2013 | Lech Poznań                                            | 2:0   | Wisła Kraków                           |                                                                |
| 20:30          | Henríquez 56' · Lovrencsics 82'                        | (0:0) |                                        | INEA Stadion, Poznań Widzów: 10 432 Sędzia: Paweł Gil (Lublin) |
| 20:30          | Douglas 10' · Trałka 45' · Ślusarski 72' · Możdżeń 84' | (0:0) | 28' Garguła · 40' Bunoza · 50' Burliga | INEA Stadion, Poznań Widzów: 10 432 Sędzia: Paweł Gil (Lublin) |

| 7 grudnia 2013 | Widzew Łódź                               | 0:0   | Śląsk Wrocław           |                                                                                          |
| 15:30          |                                           | (0:0) |                         | Stadion im. Ludwika Sobolewskiego, Łódź Widzów: 3470 Sędzia: Krzysztof Jakubik (Siedlce) |
| 15:30          | Nowak 6' · Kasprzak 49' · Augustyniak 80' | (0:0) | 78' Kokoszka · 85' Dudu | Stadion im. Ludwika Sobolewskiego, Łódź Widzów: 3470 Sędzia: Krzysztof Jakubik (Siedlce) |

| 7 grudnia 2013 | Pogoń Szczecin  | 1:1   | Jagiellonia Białystok |                                                                                                  |
| 18:00          | Lewandowski 18' | (1:1) | 20' Ukah              | Stadion Miejski im. Floriana Krygiera, Szczecin Widzów: 4867 Sędzia: Paweł Raczkowski (Warszawa) |
| 18:00          | Ława 82'        | (1:1) | 52' Waszkiewicz       | Stadion Miejski im. Floriana Krygiera, Szczecin Widzów: 4867 Sędzia: Paweł Raczkowski (Warszawa) |

| 7 grudnia 2013 | Ruch Chorzów                    | 2:1   | Górnik Zabrze                                 |                                                                      |
| 20:30          | Starzyński 73' · Stawarczyk 83' | (0:1) | 27' Sobolewski                                | Stadion Ruchu, Chorzów Widzów: 8300 Sędzia: Szymon Marciniak (Płock) |
| 20:30          | Włodyka 80' · Smektała 90+3'    | (0:1) | 41' Sobolewski · 74' Mączyński · 85' Oziębała | Stadion Ruchu, Chorzów Widzów: 8300 Sędzia: Szymon Marciniak (Płock) |

| 8 grudnia 2013 | Podbeskidzie Bielsko-Biała                           | 0:0   | Zawisza Bydgoszcz      |                                                                              |
| 15:30          |                                                      | (0:0) |                        | Stadion Miejski, Bielsko-Biała Widzów: 2961 Sędzia: Marcin Borski (Warszawa) |
| 15:30          | Deja 31' · Chmiel 37' · Kupczak 61' · Malinowski 69' | (0:0) | 74' Strąk · 82' Micael | Stadion Miejski, Bielsko-Biała Widzów: 2961 Sędzia: Marcin Borski (Warszawa) |

| 8 grudnia 2013 | Lechia Gdańsk                                               | 2:0   | Legia Warszawa                                                    |                                                                      |
| 18:00          | Matsui 37' (k), 70' (k)                                     | (1:0) |                                                                   | PGE Arena Gdańsk, Gdańsk Widzów: 8000 Sędzia: Tomasz Musiał (Kraków) |
| 18:00          | Grzelczak 7' · Kostrzewa 73' · Janicki 78' · Wiśniewski 80' | (1:0) | 30' Júnior · 37' Wawrzyniak · 69', 82' Bereszyński · 90+3' Furman | PGE Arena Gdańsk, Gdańsk Widzów: 8000 Sędzia: Tomasz Musiał (Kraków) |

| 9 grudnia 2013 | Cracovia                             | 2:0   | Zagłębie Lubin           |                                                                            |
| 18:00          | Marciniak 70' · Kita 85'             | (0:0) |                          | Stadion Cracovii, Kraków Widzów: 6531 Sędzia: Daniel Stefański (Bydgoszcz) |
| 18:00          | Szeliga 6' · Kita 81' · Boljević 83' | (0:0) | 87' Kwiek · 87' Rymaniak | Stadion Cracovii, Kraków Widzów: 6531 Sędzia: Daniel Stefański (Bydgoszcz) |

### 21. kolejka (13 grudnia – 16 grudnia)
| 13 grudnia 2013 | Jagiellonia Białystok  | 1:0   | Widzew Łódź                               |                                                                            |
| 18:00           | Gajos 78'              | (0:0) |                                           | Stadion Miejski, Białystok Widzów: 4799 Sędzia: Bartosz Frankowski (Toruń) |
| 18:00           | Baran 50' · Plizga 53' | (0:0) | 24' Melunović · 28' Okachi · 84' Kasprzak | Stadion Miejski, Białystok Widzów: 4799 Sędzia: Bartosz Frankowski (Toruń) |

| 13 grudnia 2013 | Zawisza Bydgoszcz               | 2:2   | Lech Poznań                                                                           |                                                                                        |
| 20:30           | Masłowski 24' · Vasconcelos 58' | (1:2) | 22', 30' Teodorczyk                                                                   | Stadion im. Zdzisława Krzyszkowiaka, Bydgoszcz Widzów: 7000 Sędzia: Paweł Gil (Lublin) |
| 20:30           | Skrzyński 9'                    | (1:2) | 42' Linetty · 54' Trałka · 70' Douglas · 84' Teodorczyk · 89' Injac · 90+2' Henríquez | Stadion im. Zdzisława Krzyszkowiaka, Bydgoszcz Widzów: 7000 Sędzia: Paweł Gil (Lublin) |

| 14 grudnia 2013 | Korona Kielce                                      | 2:1   | Podbeskidzie Bielsko-Biała                   |                                                                          |
| 15:30           | Korzym 54' · Pawela 56' (sam.)                     | (0:0) | 55' Pawela                                   | Stadion Miejski, Kielce Widzów: 6126 Sędzia: Krzysztof Jakubik (Siedlce) |
| 15:30           | Staňo 38' · Golański 75' · Dejmek 84' · Janota 90' | (0:0) | 14' Chmiel · 35' Telichowski · 83' Kołodziej | Stadion Miejski, Kielce Widzów: 6126 Sędzia: Krzysztof Jakubik (Siedlce) |

| 14 grudnia 2013 | Śląsk Wrocław                | 0:0   | Piast Gliwice             |                                                                  |
| 18:00           |                              | (0:0) |                           | Stadion Miejski, Wrocław Widzów: 8456 Sędzia: Paweł Pskit (Łódź) |
| 18:00           | Patejuk 24' · Stevanovič 29' | (0:0) | 22' Horváth · 89' Rabiola | Stadion Miejski, Wrocław Widzów: 8456 Sędzia: Paweł Pskit (Łódź) |

| 14 grudnia 2013 | Górnik Zabrze | 0:0   | Lechia Gdańsk |                                                                                     |
| 20:30           |               | (0:0) |               | Stadion im. Ernesta Pohla, Zabrze Widzów: 3000 Sędzia: Daniel Stefański (Bydgoszcz) |

| 15 grudnia 2013 | Zagłębie Lubin | 1:2   | Ruch Chorzów                      |                                                                          |
| 15:30           | Piech 45'      | (1:1) | 9' Janoszka · 68' Kuświk          | Stadion Zagłębia, Lubin Widzów: 3946 Sędzia: Paweł Raczkowski (Warszawa) |
| 15:30           | Čotra 47'      | (1:1) | 60' Stawarczyk · 90+2' Starzyński | Stadion Zagłębia, Lubin Widzów: 3946 Sędzia: Paweł Raczkowski (Warszawa) |

| 15 grudnia 2013 | Legia Warszawa                       | 4:1   | Cracovia                  |                                                                       |
| 18:00           | Kucharczyk 11', 59', 86' · Pinto 38' | (2:1) | 6' Ntibazonkiza           | Pepsi Arena, Warszawa Widzów: 15 126 Sędzia: Szymon Marciniak (Płock) |
| 18:00           | Astiz 54' · Jodłowiec 90+2'          | (2:1) | 44' Żytko · 61' Budziński | Pepsi Arena, Warszawa Widzów: 15 126 Sędzia: Szymon Marciniak (Płock) |

| 16 grudnia 2013 | Wisła Kraków                                                 | 2:1   | Pogoń Szczecin                             |                                                                           |
| 18:15*          | Paweł Brożek 19' · Burliga 54'                               | (1:0) | 70' (k) Robak                              | Stadion Miejski, Kraków Widzów: 10 854 Sędzia: Sebastian Jarzębak (Bytom) |
| 18:15*          | Stjepanovic 35' · Burliga 60' · Garguła 90' · Głowacki 90+2' | (1:0) | 59' Akahoshi · 89' Dąbrowski · 90+3' Golla | Stadion Miejski, Kraków Widzów: 10 854 Sędzia: Sebastian Jarzębak (Bytom) |

- Mecz pierwotnie zaplanowany na 18:00 rozpoczął się z 15-minutowym opóźnieniem z powodu problemów technicznych z przekazem telewizyjnym.

## Runda wiosenna (14 lutego – 12 kwietnia)

### 22. kolejka (14 lutego – 17 lutego)
| 14 lutego 2014 | Podbeskidzie Bielsko-Biała                            | 1:0   | Widzew Łódź                                                                           |                                                                              |
| 18:00          | Kołodziej 81' (k)                                     | (0:0) |                                                                                       | Stadion Miejski, Bielsko-Biała Widzów: 3000 Sędzia: Szymon Marciniak (Płock) |
| 18:00          | Iwański 17' · Górkiewicz 23' · Łatka 34' · Chmiel 61' | (0:0) | 11' Lafrance · 28' E. Višņakovs · 69' Rybicki · 73' Urdinov · 81' Wasiluk · 90' Nowak | Stadion Miejski, Bielsko-Biała Widzów: 3000 Sędzia: Szymon Marciniak (Płock) |

| 14 lutego 2014 | Legia Warszawa                                 | 1:0   | Korona Kielce                                      |                                                                 |
| 20:30          | Vrdoljak 82' (k)                               | (0:0) |                                                    | Pepsi Arena, Warszawa Widzów: 17 457 Sędzia: Paweł Gil (Lublin) |
| 20:30          | Guilherme 42' · Dvalishvili 53' · Vrdoljak 86' | (0:0) | 45', 57' Jovanović · 51' Marković · 82' Sobolewski | Pepsi Arena, Warszawa Widzów: 17 457 Sędzia: Paweł Gil (Lublin) |

| 15 lutego 2014 | Cracovia  | 0:2   | Zawisza Bydgoszcz                |                                                                           |
| 13:00          |           | (0:0) | 73' Drygas · 86' (k) Vasconcelos | Stadion Cracovii, Kraków Widzów: 8001 Sędzia: Paweł Raczkowski (Warszawa) |
| 13:00          | Żytko 78' | (0:0) | 76' Masłowski                    | Stadion Cracovii, Kraków Widzów: 8001 Sędzia: Paweł Raczkowski (Warszawa) |

| 15 lutego 2014 | Lechia Gdańsk          | 2:3   | Pogoń Szczecin                                         |                                                                          |
| 15:30          | Tuszyński 51', 81' (k) | (0:1) | 39' Dąbrowski · 76' Robak · 90+1' Bąk                  | PGE Arena Gdańsk, Gdańsk Widzów: 8170 Sędzia: Bartosz Frankowski (Toruń) |
| 15:30          | Madera 34'             | (0:1) | 5' Rogalski · 14' Dąbrowski · 60' Ława · 80' Frączczak | PGE Arena Gdańsk, Gdańsk Widzów: 8170 Sędzia: Bartosz Frankowski (Toruń) |

| 16 lutego 2014 | Ruch Chorzów   | 1:0   | Jagiellonia Białystok |                                                                    |
| 13:00          | Zieńczuk 57'   | (0:0) |                       | Stadion Ruchu, Chorzów Widzów: 6000 Sędzia: Tomasz Musiał (Kraków) |
| 13:00          | Stawarczyk 16' | (0:0) | 56' Pazdan            | Stadion Ruchu, Chorzów Widzów: 6000 Sędzia: Tomasz Musiał (Kraków) |

| 16 lutego 2014 | Zagłębie Lubin             | 3:0   | Górnik Zabrze |                                                                           |
| 15:30          | Abwo 15', 21' · Błąd 19'   | (3:0) |               | Stadion Zagłębia, Lubin Widzów: 6386 Sędzia: Jarosław Przybył (Kluczbork) |
| 15:30          | Błąd 70' · Kowalczyk 90+1' | (3:0) |               | Stadion Zagłębia, Lubin Widzów: 6386 Sędzia: Jarosław Przybył (Kluczbork) |

| 16 lutego 2014 | Lech Poznań                                                                                | 2:1   | Śląsk Wrocław                           |                                                                |
| 18:00          | Hämäläinen 12' · Teodorczyk 70'                                                            | (1:1) | 28' M. Paixão                           | INEA Stadion, Poznań Widzów: 20 347 Sędzia: Paweł Pskit (Łódź) |
| 18:00          | Linetty 22' · Kędziora 26' · Claasen 45+1' · Douglas 65' · Teodorczyk 72' · Kotorowski 87' | (1:1) | 11' Gawisz · 16' Hateley · 40' Kokoszka | INEA Stadion, Poznań Widzów: 20 347 Sędzia: Paweł Pskit (Łódź) |

| 17 lutego 2014 | Piast Gliwice | 0:1   | Wisła Kraków    |                                                                        |
| 18:00          |               | (0:0) | 60' (k) Garguła | Stadion Miejski, Gliwice Widzów: 6228 Sędzia: Marcin Borski (Warszawa) |
| 18:00          | Nikiema 22'   | (0:0) | 24' Burliga     | Stadion Miejski, Gliwice Widzów: 6228 Sędzia: Marcin Borski (Warszawa) |

### 23. kolejka (21 lutego – 24 lutego)
| 21 lutego 2014 | Jagiellonia Białystok    | 2:2   | Podbeskidzie Bielsko-Biała                        |                                                                            |
| 18:00          | Balaj 24' · Quintana 55' | (1:1) | 6' Malinowski · 90+4' Kołodziej                   | Stadion Miejski, Białystok Widzów: 3976 Sędzia: Bartosz Frankowski (Toruń) |
| 18:00          | Popkhadze 67'            | (1:1) | 15' Deja · 45' Chmiel · 47' Łatka · 67' Stąporski | Stadion Miejski, Białystok Widzów: 3976 Sędzia: Bartosz Frankowski (Toruń) |

| 21 lutego 2014 | Pogoń Szczecin                     | 5:1   | Lech Poznań                                                  |                                                                                           |
| 20:30          | Robak 15', 31', 39' (k), 44', 72'  | (4:0) | 57' Kownacki                                                 | Stadion Miejski im. Floriana Krygiera, Szczecin Widzów: 11 568 Sędzia: Paweł Gil (Lublin) |
| 20:30          | Rudol 23' · Robak 71' · Popara 81' | (4:0) | 38' Wołąkiewicz · 52' Injac · 76' Kownacki · 90+1' Henríquez | Stadion Miejski im. Floriana Krygiera, Szczecin Widzów: 11 568 Sędzia: Paweł Gil (Lublin) |

| 22 lutego 2014 | Widzew Łódź                                                       | 1:1   | Piast Gliwice                                           |                                                                                          |
| 15:30          | Szumski 87' (sam.)                                                | (0:0) | 81' Szeliga                                             | Stadion im. Ludwika Sobolewskiego, Łódź Widzów: 5500 Sędzia: Paweł Raczkowski (Warszawa) |
| 15:30          | Cetnarski 9' · Wasiluk 32', 46' · A. Višņakovs 63' · Mikita 90+3' | (0:0) | 66' Murawski · 72' Matras · 75' Podgórski · 90+2' Osyra | Stadion im. Ludwika Sobolewskiego, Łódź Widzów: 5500 Sędzia: Paweł Raczkowski (Warszawa) |

| 22 lutego 2014 | Górnik Zabrze               | 0:3   | Legia Warszawa               |                                                                           |
| 18:30          |                             | (0:1) | 81' Astiz · 78', 83' Radović | Stadion im. Ernesta Pohla, Zabrze Widzów: 3000 Sędzia: Paweł Pskit (Łódź) |
| 18:30          | Pandža 29' · Nakoulma 90+4' | (0:1) |                              | Stadion im. Ernesta Pohla, Zabrze Widzów: 3000 Sędzia: Paweł Pskit (Łódź) |

| 23 lutego 2014 | Korona Kielce                                         | 1:1   | Zagłębie Lubin                     |                                                                     |
| 13:00          | Kiełb 54'                                             | (0:1) | 8' Abwo                            | Kolporter Arena, Kielce Widzów: 7140 Sędzia: Tomasz Musiał (Kraków) |
| 13:00          | Dejmek 39' · Janota 66' · Marković 78' · Golański 81' | (0:1) | 58' Čotra · 82' Kwiek · 86' Guldan | Kolporter Arena, Kielce Widzów: 7140 Sędzia: Tomasz Musiał (Kraków) |

| 23 lutego 2014 | Wisła Kraków                            | 3:1   | Cracovia         |                                                                         |
| 15:30          | Głowacki 34' · Štilić 39' · Garguła 87' | (2:0) | 76' Ntibazonkiza | Stadion Miejski, Kraków Widzów: 28 476 Sędzia: Szymon Marciniak (Płock) |
| 15:30          | Burliga 54' · Piotr Brożek 85'          | (2:0) | 81' Dąbrowski    | Stadion Miejski, Kraków Widzów: 28 476 Sędzia: Szymon Marciniak (Płock) |

| 23 lutego 2014 | Śląsk Wrocław              | 2:3   | Ruch Chorzów                   |                                                                             |
| 18:00          | M. Paixão 69' · Adamec 88' | (0:2) | 4' Kuświk · 13', 61' Jankowski | Stadion Miejski, Wrocław Widzów: 12 141 Sędzia: Adam Lyczmański (Bydgoszcz) |
| 18:00          | Gawisz 64'                 | (0:2) |                                | Stadion Miejski, Wrocław Widzów: 12 141 Sędzia: Adam Lyczmański (Bydgoszcz) |

| 24 lutego 2014 | Zawisza Bydgoszcz                                                              | 0:3   | Lechia Gdańsk           |                                                                                              |
| 18:00          |                                                                                | (0:1) | 25', 46', 79' Tuszyński | Stadion im. Zdzisława Krzyszkowiaka, Bydgoszcz Widzów: 2500 Sędzia: Marcin Borski (Warszawa) |
| 18:00          | 29' Wiśniewski · 31' Oualembo · 42' Janicki · 45' Makuszewski · 53' Pietrowski | (0:1) |                         | Stadion im. Zdzisława Krzyszkowiaka, Bydgoszcz Widzów: 2500 Sędzia: Marcin Borski (Warszawa) |

### 24. kolejka (28 lutego – 3 marca)
| 28 lutego 2014 | Ruch Chorzów                        | 2:1   | Widzew Łódź                  |                                                                |
| 18:00          | Starzyński 31' (k) · Kuświk 51'     | (1:0) | 81' Cetnarski                | Stadion Ruchu, Chorzów Widzów: 6800 Sędzia: Paweł Gil (Lublin) |
| 18:00          | Szyndrowski 36' · Kowalski 53', 71' | (1:0) | 58' Mroziński · 60' Kasprzak | Stadion Ruchu, Chorzów Widzów: 6800 Sędzia: Paweł Gil (Lublin) |

| 28 lutego 2014 | Lechia Gdańsk             | 0:0   | Wisła Kraków |                                                                    |
| 20:30          |                           | (0:0) |              | PGE Arena Gdańsk, Gdańsk Widzów: 11 291 Sędzia: Paweł Pskit (Łódź) |
| 20:30          | 63' Głowacki · 70' Bunoza | (0:0) |              | PGE Arena Gdańsk, Gdańsk Widzów: 11 291 Sędzia: Paweł Pskit (Łódź) |

| 1 marca 2014 | Górnik Zabrze           | 0:0   | Korona Kielce |                                                                                 |
| 15:30        |                         | (0:0) |               | Stadion im. Ernesta Pohla, Zabrze Widzów: 3000 Sędzia: Marcin Borski (Warszawa) |
| 15:30        | Mańka 53' · Kosznik 85' | (0:0) |               | Stadion im. Ernesta Pohla, Zabrze Widzów: 3000 Sędzia: Marcin Borski (Warszawa) |

| 1 marca 2014 | Lech Poznań                                         | 4:0   | Piast Gliwice |                                                                          |
| 18:30        | Pawłowski 35', 86' · Teodorczyk 75' · Linetty 90+3' | (1:0) |               | INEA Stadion, Poznań Widzów: 13 621 Sędzia: Jarosław Przybył (Kluczbork) |
| 18:30        | Claasen 72'                                         | (1:0) |               | INEA Stadion, Poznań Widzów: 13 621 Sędzia: Jarosław Przybył (Kluczbork) |

| 2 marca 2014 | Cracovia                                                                              | 0:1   | Śląsk Wrocław |                                                                             |
| 13:00        |                                                                                       | (0:1) | 45' M. Paixão | Stadion Cracovii, Kraków Widzów: 7652 Sędzia: Mariusz Złotek (Stalowa Wola) |
| 13:00        | Steblecki 23' · Żytko 56' · Danielewicz 76' · Marciniak 79' · Nykiel 81' · Rakels 87' | (0:1) | 34' Pich      | Stadion Cracovii, Kraków Widzów: 7652 Sędzia: Mariusz Złotek (Stalowa Wola) |

| 2 marca 2014 | Zagłębie Lubin                    | 3:1   | Zawisza Bydgoszcz             |                                                                          |
| 15:30        | Guldan 21' · Abwo 79' · Piech 82' | (1:0) | 84' Masłowski                 | Stadion Zagłębia, Lubin Widzów: 7042 Sędzia: Paweł Raczkowski (Warszawa) |
| 15:30        | Rymaniak 67'                      | (1:0) | 34' Skrzyński · 87' Masłowski | Stadion Zagłębia, Lubin Widzów: 7042 Sędzia: Paweł Raczkowski (Warszawa) |

| 2 marca 2014 | Legia Warszawa              | 0:3 (wo.) | Jagiellonia Białystok                    |                                                                    |
| 18:00        |                             | (0:0)     |                                          | Pepsi Arena, Warszawa Widzów: 14 153 Sędzia: Tomasz Wajda (Żywiec) |
| 18:00        | Jodłowiec 15' · Radović 24' | (0:0)     | 19' Dźwigała · 30' Pazdan · 41' Quintana | Pepsi Arena, Warszawa Widzów: 14 153 Sędzia: Tomasz Wajda (Żywiec) |

1. ↑  Mecz przerwany po I połowie przy stanie 0-0 w związku z awanturami na trybunach. Po posiedzeniu Komisji Ligi został przyznany walkower na korzyść Jagiellonii.

| 3 marca 2014 | Podbeskidzie Bielsko-Biała | 0:0   | Pogoń Szczecin |                                                                              |
| 18:00        |                            | (0:0) |                | Stadion Miejski, Bielsko-Biała Widzów: 2951 Sędzia: Szymon Marciniak (Płock) |

### 25. kolejka (7 marca – 10 marca)
| 7 marca 2014 | Korona Kielce             | 1:0   | Lechia Gdańsk |                                                                          |
| 18:00        | Jovanović 56'             | (0:0) |               | Kolporter Arena, Kielce Widzów: 5530 Sędzia: Krzysztof Jakubik (Siedlce) |
| 18:00        | Malarczyk 50' · Kiełb 72' | (0:0) | 84' Sadaev    | Kolporter Arena, Kielce Widzów: 5530 Sędzia: Krzysztof Jakubik (Siedlce) |

| 7 marca 2014 | Zawisza Bydgoszcz                     | 3:1   | Górnik Zabrze |                                                                                            |
| 20:30        | Geworgian 51' · Dudek 63', 68'        | (0:1) | 20' Iwan      | Stadion im. Zdzisława Krzyszkowiaka, Bydgoszcz Widzów: 1500 Sędzia: Tomasz Musiał (Kraków) |
| 20:30        | 64' Iwan · 67' Wełnicki · 69' Kosznik | (0:1) |               | Stadion im. Zdzisława Krzyszkowiaka, Bydgoszcz Widzów: 1500 Sędzia: Tomasz Musiał (Kraków) |

| 8 marca 2014 | Jagiellonia Białystok | 1:0   | Zagłębie Lubin                      |                                                                          |
| 15:30        | Grzyb 29'             | (1:0) |                                     | Stadion Miejski, Białystok Widzów: 5060 Sędzia: Szymon Marciniak (Płock) |
| 15:30        | Straus 73'            | (1:0) | 47' Kwiek · 81' Piątek · 84' Guldan | Stadion Miejski, Białystok Widzów: 5060 Sędzia: Szymon Marciniak (Płock) |

| 8 marca 2014 | Wisła Kraków                              | 0:1   | Ruch Chorzów                    |                                                                            |
| 18:30        |                                           | (0:0) | 52' Kuświk                      | Stadion Miejski, Kraków Widzów: 10 288 Sędzia: Paweł Raczkowski (Warszawa) |
| 18:30        | Dudka 26' · Paweł Brożek 48' · Bunoza 87' | (0:0) | 78' Stawarczyk · 86' Malinowski | Stadion Miejski, Kraków Widzów: 10 288 Sędzia: Paweł Raczkowski (Warszawa) |

| 9 marca 2014 | Pogoń Szczecin                              | 0:0   | Cracovia                                         |                                                                                                   |
| 13:00        |                                             | (0:0) |                                                  | Stadion Miejski im. Floriana Krygiera, Szczecin Widzów: 10 847 Sędzia: Bartosz Frankowski (Toruń) |
| 13:00        | Golla 29' · Ława 33' · Frączczak 65', 90+3' | (0:0) | 52' Danielewicz · 78' Boljević · 90+3' Steblecki | Stadion Miejski im. Floriana Krygiera, Szczecin Widzów: 10 847 Sędzia: Bartosz Frankowski (Toruń) |

| 9 marca 2014 | Piast Gliwice | 0:0   | Podbeskidzie Bielsko-Biała |                                                                  |
| 15:30        |               | (0:0) |                            | Stadion Miejski, Gliwice Widzów: 4625 Sędzia: Paweł Pskit (Łódź) |
| 15:30        | 45' Łatka     | (0:0) |                            | Stadion Miejski, Gliwice Widzów: 4625 Sędzia: Paweł Pskit (Łódź) |

| 9 marca 2014 | Śląsk Wrocław     | 1:1   | Legia Warszawa                                        |                                                                    |
| 18:00        | M. Paixão 67' (k) | (0:0) | 83' Radović                                           | Stadion Miejski, Wrocław Widzów: 14 833 Sędzia: Paweł Gil (Lublin) |
| 18:00        | Hateley 83'       | (0:0) | 53' Augusto · 65' Júnior · 75' Radović · 85' Vrdoljak | Stadion Miejski, Wrocław Widzów: 14 833 Sędzia: Paweł Gil (Lublin) |

| 10 marca 2014 | Widzew Łódź                      | 2:2   | Lech Poznań                                  |                                                                                       |
| 18:00         | Kaczmarek 70' · E. Višņakovs 79' | (0:1) | 34' Arboleda · 54' Teodorczyk                | Stadion im. Ludwika Sobolewskiego, Łódź Widzów: 5200 Sędzia: Marcin Borski (Warszawa) |
| 18:00         | Urdinov 52'                      | (0:1) | 67' Douglas · 71' Wołąkiewicz · 90+2' Trałka | Stadion im. Ludwika Sobolewskiego, Łódź Widzów: 5200 Sędzia: Marcin Borski (Warszawa) |

### 26. kolejka (14 marca – 17 marca)
| 14 marca 2014 | Korona Kielce                                               | 1:1   | Zawisza Bydgoszcz |                                                                 |
| 18:00         | Dejmek 13'                                                  | (1:0) | 81' Ziajka        | Kolporter Arena, Kielce Widzów: 6755 Sędzia: Paweł Gil (Lublin) |
| 18:00         | Malarczyk 45+2' · Korzym 65' · Golański 70' · Pilipchuk 75' | (1:0) | 45+2' Vasconcelos | Kolporter Arena, Kielce Widzów: 6755 Sędzia: Paweł Gil (Lublin) |

| 14 marca 2014 | Lech Poznań                                      | 2:1   | Podbeskidzie Bielsko-Biała     |                                                                          |
| 20:30         | Wołąkiewicz 13' · Możdżeń 90+5'                  | (1:0) | 63' Pietruszka                 | INEA Stadion, Poznań Widzów: 18 923 Sędzia: Adam Lyczmański (Bydgoszcz)) |
| 20:30         | Wołąkiewicz 41' · Henríquez 85' · Hämäläinen 86' | (1:0) | 41' Sokołowski · 90+4' Sloboda | INEA Stadion, Poznań Widzów: 18 923 Sędzia: Adam Lyczmański (Bydgoszcz)) |

| 15 marca 2014 | Lechia Gdańsk                             | 2:0   | Widzew Łódź |                                                                           |
| 15:30         | Vranješ 29', 76'                          | (1:0) |             | PGE Arena Gdańsk, Gdańsk Widzów: 9175 Sędzia: Paweł Raczkowski (Warszawa) |
| 15:30         | Sadaev 57' · Wiśniewski 81' · Deleu 90+2' | (1:0) |             | PGE Arena Gdańsk, Gdańsk Widzów: 9175 Sędzia: Paweł Raczkowski (Warszawa) |

| 15 marca 2014 | Górnik Zabrze  | 1:1   | Pogoń Szczecin                         |                                                                               |
| 18:30         | Kosznik 30'    | (1:0) | 47' Bąk                                | Stadion im. Ernesta Pohla, Zabrze Widzów: 3000 Sędzia: Tomasz Musiał (Kraków) |
| 18:30         | Sobolewski 30' | (1:0) | 11' Dąbrowski · 36' Popara · 74' Rudol | Stadion im. Ernesta Pohla, Zabrze Widzów: 3000 Sędzia: Tomasz Musiał (Kraków) |

| 16 marca 2014 | Legia Warszawa        | 2:2   | Wisła Kraków                           |                                                                                         |
| 13:00         | Radović 2' · Duda 36' | (2:0) | 66' Guerrier · 82' Štilić              | Pepsi Arena, Warszawa Widzów: bez udziału publiczności Sędzia: Szymon Marciniak (Płock) |
| 13:00         | Júnior 65'            | (2:0) | 25' Dudka · 27' Głowacki · 41' Burliga | Pepsi Arena, Warszawa Widzów: bez udziału publiczności Sędzia: Szymon Marciniak (Płock) |

| 16 marca 2014 | Zagłębie Lubin                                           | 2:2   | Śląsk Wrocław                    |                                                                         |
| 15:30         | Piech 15', 79'                                           | (1:0) | 54' (sam.) Bílek · 83' Grodzicki | Stadion Zagłębia, Lubin Widzów: 10 384 Sędzia: Marcin Borski (Warszawa) |
| 15:30         | Guldan 27' · Arkadiusz Piech 59' · Dzinić 83' · Abwo 89' | (1:0) | 55' Dudu · 61' Stevanovič        | Stadion Zagłębia, Lubin Widzów: 10 384 Sędzia: Marcin Borski (Warszawa) |

| 16 marca 2014 | Ruch Chorzów                | 0:2   | Piast Gliwice                              |                                                                        |
| 18:00         |                             | (0:1) | 16' Hanzel · 49' Kędziora                  | Stadion Ruchu, Chorzów Widzów: 6800 Sędzia: Bartosz Frankowski (Toruń) |
| 18:00         | Szyndrowski 57' · Surma 63' | (0:1) | 19' Murawski · 31' Nikiema · 60' Podgórski | Stadion Ruchu, Chorzów Widzów: 6800 Sędzia: Bartosz Frankowski (Toruń) |

| 17 marca 2014 | Cracovia         | 1:0   | Jagiellonia Białystok                     |                                                                            |
| 18:00         | Bernhardt 65'    | (0:0) |                                           | Stadion Cracovii, Kraków Widzów: 5124 Sędzia: Jarosław Przybył (Kluczbork) |
| 18:00         | Papadópoulos 41' | (0:0) | 22' Dźwigała · 80' Ukah · 90+1' Popchadze | Stadion Cracovii, Kraków Widzów: 5124 Sędzia: Jarosław Przybył (Kluczbork) |

### 27. kolejka (21 marca – 24 marca)
| 21 marca 2014 | Widzew Łódź                     | 0:0                  | Zagłębie Lubin |                                                                                          |
| 18:00         |                                 |                      |                | Stadion im. Ludwika Sobolewskiego, Łódź Widzów: 5300 Sędzia: Krzysztof Jakubik (Siedlce) |
| 18:00         | Augustyniak 39' · Kaczmarek 76' | 23' Piech · 24' Abwo |                | Stadion im. Ludwika Sobolewskiego, Łódź Widzów: 5300 Sędzia: Krzysztof Jakubik (Siedlce) |

| 21 marca 2014 | Wisła Kraków              | 0:1   | Zawisza Bydgoszcz          |                                                                       |
| 20:30         |                           | (0:0) | 67' Kadu                   | Stadion Miejski, Kraków Widzów: 7410 Sędzia: Marcin Borski (Warszawa) |
| 20:30         | Brożek 80' · Szewczyk 90' | (0:0) | 49' Drygas · 90' Geworgian | Stadion Miejski, Kraków Widzów: 7410 Sędzia: Marcin Borski (Warszawa) |

| 22 marca 2014 | Jagiellonia Białystok                              | 1:1   | Korona Kielce                                               |                                                                             |
| 15:30         | Dźwigała 90'                                       | (0:1) | 23' Trytko                                                  | Stadion Miejski, Białystok Widzów: 5232 Sędzia: Paweł Raczkowski (Warszawa) |
| 15:30         | Balaj 44' · Pazdan 45' · Popchadze 47' · Baran 83' | (0:1) | 44' Golański · 57' Staňo · 70' Jovanović · 82' Chiżniczenko | Stadion Miejski, Białystok Widzów: 5232 Sędzia: Paweł Raczkowski (Warszawa) |

| 22 marca 2014 | Lech Poznań                    | 2:1   | Lechia Gdańsk  |                                                                   |
| 18:30         | Pawłowski 32' · Teodorczyk 62' | (1:0) | 32' Tuszyński  | INEA Stadion, Poznań Widzów: 22947 Sędzia: Tomasz Musiał (Kraków) |
| 18:30         | Linetty 7' · Douglas 57'       | (1:0) | 18' Dawidowicz | INEA Stadion, Poznań Widzów: 22947 Sędzia: Tomasz Musiał (Kraków) |

| 23 marca 2014 | Podbeskidzie Bielsko-Biała | 1:1   | Cracovia        |                                                                                   |
| 13:00         | Sokołowski 62' (k.)        | (0:1) | 38' Papadopulos | Stadion Miejski, Bielsko-Biała Widzów: Mariusz Złotek (Stalowa Wola) Sędzia: 3056 |
| 13:00         | Łatka 51'                  | (0:1) | 90+2' Kita      | Stadion Miejski, Bielsko-Biała Widzów: Mariusz Złotek (Stalowa Wola) Sędzia: 3056 |

| 23 marca 2014 | Pogoń Szczecin                           | 3:1   | Ruch Chorzów                |                                                                                         |
| 15:30         | Dąbrowski 37' · Akahoshi 76' · Robak 87' | (1:0) | 49' (k.) Starzyński         | Stadion Miejski im. Floriana Krygiera, Szczecin Widzów: 9152 Sędzia: Paweł Pskit (Łódź) |
| 15:30         | Małecki 81'                              | (1:0) | 55' Dziwniel · 57' Zieńczuk | Stadion Miejski im. Floriana Krygiera, Szczecin Widzów: 9152 Sędzia: Paweł Pskit (Łódź) |

| 23 marca 2014 | Śląsk Wrocław               | 1:1   | Górnik Zabrze                               |                                                                         |
| 18:00         | M. Paixão 25'               | (1:0) | 80' Iwan                                    | Stadion Miejski, Wrocław Widzów: 10992 Sędzia: Szymon Marciniak (Płock) |
| 18:00         | Ostrowski 38' · Hateley 43' | (1:0) | 30' Łuczak · 51' Małkowski · 90+2' Oziębała | Stadion Miejski, Wrocław Widzów: 10992 Sędzia: Szymon Marciniak (Płock) |

| 24 marca 2014 | Piast Gliwice              | 1:2   | Legia Warszawa             |                                                                            |
| 18:00         | Wilczek 10'                | (1:1) | 43' Duda · 90' Dvalishvili | Stadion Miejski, Gliwice Widzów: 5600 Sędzia: Jarosław Przybył (Kluczbork) |
| 18:00         | Wilczek 50' · Murawski 54' | (1:1) |                            | Stadion Miejski, Gliwice Widzów: 5600 Sędzia: Jarosław Przybył (Kluczbork) |

### 28. kolejka (28 marca – 31 marca)
| 28 marca 2014 | Ruch Chorzów | 0:1   | Podbeskidzie Bielsko-Biała                 |                                                                |
| 18:00         |              | (0:0) | 74' (k.) Sokołowski                        | Stadion Ruchu, Chorzów Widzów: 6200 Sędzia: Paweł Pskit (Łódź) |
| 18:00         | Zieńczuk 70' | (0:0) | 63', 90+3' Łatka · 72' Kwame · 90+2' Zajac | Stadion Ruchu, Chorzów Widzów: 6200 Sędzia: Paweł Pskit (Łódź) |

| 28 marca 2014 | Korona Kielce                                                  | 2:2   | Pogoń Szczecin      |                                                                          |
| 20:30         | Chiżniczenko 19' · Trytko 39'                                  | (2:0) | 61', 85' (k.) Robak | Kolporter Arena, Kielce Widzów: 6925 Sędzia: Krzysztof Jakubik (Siedlce) |
| 20:30         | Dejmek 75' · Malarczyk 78', 81' · Małkowski 82' · Golański 84' | (2:0) |                     | Kolporter Arena, Kielce Widzów: 6925 Sędzia: Krzysztof Jakubik (Siedlce) |

| 29 marca 2014 | Legia Warszawa                            | 1:0   | Lech Poznań |                                                                |
| 15:30         | Radović 37'                               | (1:0) |             | Pepsi Arena, Warszawa Widzów: 28328 Sędzia: Paweł Gil (Lublin) |
| 15:30         | 11' Teodorczyk · 42' Linetty · 69' Trałka | (1:0) |             | Pepsi Arena, Warszawa Widzów: 28328 Sędzia: Paweł Gil (Lublin) |

| 29 marca 2014 | Cracovia                                  | 1:1   | Widzew Łódź                                 |                                                                          |
| 18:00         | Papadopulos 39'                           | (1:0) | 62' Mroziński                               | Stadion Cracovii, Kraków Widzów: 7831 Sędzia: Bartosz Frankowski (Toruń) |
| 18:00         | Danielewicz 36' · Rakels 70' · Nykiel 78' | (1:0) | 69' Stępiński · 72' Wolański · 88' Kasprzak | Stadion Cracovii, Kraków Widzów: 7831 Sędzia: Bartosz Frankowski (Toruń) |

| 29 marca 2014 | Lechia Gdańsk                                 | 3:1   | Piast Gliwice |                                                               |
| 20:30         | Grzelczak 49' · Makuszewski 57' · Vranješ 63' | (0:0) | 63' Jurado    | PGE Arena, Gdańsk Widzów: 7705 Sędzia: Tomasz Musiał (Kraków) |
| 20:30         | Kostrzewa 29' · Sadajew 53'                   | (0:0) |               | PGE Arena, Gdańsk Widzów: 7705 Sędzia: Tomasz Musiał (Kraków) |

| 30 marca 2014 | Zawisza Bydgoszcz            | 1:0   | Śląsk Wrocław |                                                                                              |
| 15:30         | Drygas 82'                   | (0:0) |               | Stadion im. Zdzisława Krzyszkowiaka, Bydgoszcz Widzów: 4200 Sędzia: Szymon Marciniak (Płock) |
| 15:30         | Nawotczyński 8' · Hermes 35' | (0:0) | 59' Socha     | Stadion im. Zdzisława Krzyszkowiaka, Bydgoszcz Widzów: 4200 Sędzia: Szymon Marciniak (Płock) |

| 30 marca 2014 | Górnik Zabrze                            | 3:3   | Jagiellonia Białystok                            |                                                                                    |
| 18:00         | Oziębała 23' · Sobolewski 28' · Iwan 33' | (3:1) | 42' Dźwigała · 50' (k) Quintana · 81' (k) Plizga | Stadion im. Ernesta Pohla, Zabrze Widzów: 3000 Sędzia: Paweł Raczkowski (Warszawa) |
| 18:00         | Iwan 40'                                 | (3:1) | 58' Perovuo                                      | Stadion im. Ernesta Pohla, Zabrze Widzów: 3000 Sędzia: Paweł Raczkowski (Warszawa) |

| 31 marca 2014 | Zagłębie Lubin                                            | 3:1   | Wisła Kraków |                                                                            |
| 18:00         | Curto 86' · Piotr Brożek 90' (sam.) · Nalepa 90+3' (sam.) | (0:0) | 74' Burliga  | Stadion Zagłębia, Lubin Widzów: 4776 Sędzia: Tomasz Kwiatkowski (Warszawa) |
| 18:00         | 64' Nalepa · 85' Bunoza · 88' Burdenski                   | (0:0) |              | Stadion Zagłębia, Lubin Widzów: 4776 Sędzia: Tomasz Kwiatkowski (Warszawa) |

### 29. kolejka (4 kwietnia – 7 kwietnia)
| 4 kwietnia 2014 | Podbeskidzie Bielsko-Biała                                     | 3:3   | Śląsk Wrocław            |                                                                            |
| 18:00           | Sokołowski 24' (k.), 66' (k.) · Blažek 63'                     | (1:2) | 21', 43', 82' Stevanovič | Stadion Miejski, Bielsko-Biała Widzów: 3000 Sędzia: Tomasz Musiał (Kraków) |
| 18:00           | Górkiewicz 29' · Telichowski 39' · Blažek 81' · Malinowski 86' | (1:2) | 24' Dudu Paraíba         | Stadion Miejski, Bielsko-Biała Widzów: 3000 Sędzia: Tomasz Musiał (Kraków) |

| 4 kwietnia 2014 | Cracovia                        | 2:0   | Górnik Zabrze                       |                                                                        |
| 20:30           | Ntibazonkiza 2' · Bernhardt 61' | (1:0) |                                     | Stadion Cracovii, Kraków Widzów: 8273 Sędzia: Marcin Borski (Warszawa) |
| 20:30           | Nykiel 55'                      | (1:0) | 26', 33' Oziębała · 71' Łukasiewicz | Stadion Cracovii, Kraków Widzów: 8273 Sędzia: Marcin Borski (Warszawa) |

| 5 kwietnia 2014 | Lechia Gdańsk                  | 2:1   | Zagłębie Lubin                          |                                                            |
| 15:30           | Grzelczak 3' · Makuszewski 87' | (1:1) | 11' Kwiek                               | PGE Arena, Gdańsk Widzów: 11695 Sędzia: Paweł Gil (Lublin) |
| 15:30           | Grzelczak 67'                  | (1:1) | 43' Banaś · 45' Piech · 53' Papadopulos | PGE Arena, Gdańsk Widzów: 11695 Sędzia: Paweł Gil (Lublin) |

| 5 kwietnia 2014 | Widzew Łódź                | 2:1   | Wisła Kraków                                                         |                                                                                         |
| 18:00           | Rybicki 6' · Cetnarski 66' | (1:0) | 57' Garguła                                                          | Stadion im. Ludwika Sobolewskiego, Łódź Widzów: 6600 Sędzia: Bartosz Frankowski (Toruń) |
| 18:00           | Kasprzak 68' · Bruno 84'   | (1:0) | 24' Nalepa · 34' Bunoza · 39' Uryga · 71' Stjepanović · 87' Guerrier | Stadion im. Ludwika Sobolewskiego, Łódź Widzów: 6600 Sędzia: Bartosz Frankowski (Toruń) |

| 5 kwietnia 2014 | Lech Poznań                                                               | 6:1   | Jagiellonia Białystok  |                                                                        |
| 20:30           | Hämäläinen 7' · Teodorczyk 13', 24', 53' · Kownacki 76' · Lovrencsics 78' | (3:0) | 89' (k.) Quintana      | INEA Stadion, Poznań Widzów: 17681 Sędzia: Krzysztof Jakubik (Siedlce) |
| 20:30           | Trałka 42'                                                                | (3:0) | 15' Tosik · 41' Pazdan | INEA Stadion, Poznań Widzów: 17681 Sędzia: Krzysztof Jakubik (Siedlce) |

| 6 kwietnia 2014 | Piast Gliwice      | 2:2   | Pogoń Szczecin           |                                                                           |
| 15:30           | Wilczek 41', 90+3' | (1:1) | 40' Robak · 55' Rudol    | Stadion Miejski, Gliwice Widzów: 4348 Sędzia: Paweł Raczkowski (Warszawa) |
| 15:30           | Matras 74'         | (1:1) | 75' Rogalski · 80' Rudol | Stadion Miejski, Gliwice Widzów: 4348 Sędzia: Paweł Raczkowski (Warszawa) |

| 6 kwietnia 2014 | Legia Warszawa              | 3:0   | Zawisza Bydgoszcz |                                                                           |
| 18:00           | Radović 48', 84' · Żyro 50' | (0:0) |                   | Pepsi Arena, Warszawa Widzów: 17642 Sędzia: Mariusz Złotek (Stalowa Wola) |
| 18:00           | Radović 29'                 | (0:0) | 63', 80' Drygas   | Pepsi Arena, Warszawa Widzów: 17642 Sędzia: Mariusz Złotek (Stalowa Wola) |

| 7 kwietnia 2014 | Ruch Chorzów                  | 2:0   | Korona Kielce |                                                                      |
| 18:00           | Stawarczyk 44' · Kowalski 61' | (1:0) |               | Stadion Ruchu, Chorzów Widzów: 5000 Sędzia: Szymon Marciniak (Płock) |
| 18:00           | Starzyński 75'                | (1:0) |               | Stadion Ruchu, Chorzów Widzów: 5000 Sędzia: Szymon Marciniak (Płock) |

### 30. kolejka (12 kwietnia)
| 12 kwietnia 2014 | Zawisza Bydgoszcz | 0:3   | Ruch Chorzów                                             |                                                                                                   |
| 18:00            |                   | (0:1) | 43' Babiarz · 87' Surma · 90' Kuświk                     | Stadion im. Zdzisława Krzyszkowiaka, Bydgoszcz Widzów: 3000 Sędzia: Tomasz Kwiatkowski (Warszawa) |
| 18:00            | Kadú 2'           | (0:1) | 31' Malinowski · 52' Babiarz · 81' Dziwniel · 89' Kuświk | Stadion im. Zdzisława Krzyszkowiaka, Bydgoszcz Widzów: 3000 Sędzia: Tomasz Kwiatkowski (Warszawa) |

| 12 kwietnia 2014 | Korona Kielce | 1:0   | Cracovia                      |                                                                       |
| 18:00            | Korzym 69'    | (0:0) |                               | Kolporter Arena, Kielce Widzów: 5933 Sędzia: Szymon Marciniak (Płock) |
| 18:00            | Marković 90'  | (0:0) | 30' Szeliga · 84' Papadopulos | Kolporter Arena, Kielce Widzów: 5933 Sędzia: Szymon Marciniak (Płock) |

| 12 kwietnia 2014 | Śląsk Wrocław                        | 1:0   | Lechia Gdańsk  |                                                                           |
| 18:00            | M. Paixão 55'                        | (0:0) |                | Stadion Miejski, Wrocław Widzów: 18046 Sędzia: Bartosz Frankowski (Toruń) |
| 18:00            | Grodzicki 43', 90+3' · Calahorro 87' | (0:0) | 82' Dawidowicz | Stadion Miejski, Wrocław Widzów: 18046 Sędzia: Bartosz Frankowski (Toruń) |

| 12 kwietnia 2014 | Zagłębie Lubin | 1:3   | Legia Warszawa                        |                                                                                 |
| 18:00            | Przybecki 77'  | (0:3) | 2' Sá · 20' (k.) Vrdoljak · 45' Pinto | Stadion Zagłębia, Lubin Widzów: 9154 Sędzia: Jarosław Rynkiewicz (Zielona Góra) |
| 18:00            | Rymaniak 18'   | (0:3) |                                       | Stadion Zagłębia, Lubin Widzów: 9154 Sędzia: Jarosław Rynkiewicz (Zielona Góra) |

| 12 kwietnia 2014 | Pogoń Szczecin | 1:0   | Widzew Łódź                  |                                                                                              |
| 18:00            | Robak 55'      | (0:0) |                              | Stadion Miejski im. Floriana Krygiera, Szczecin Widzów: 10183 Sędzia: Tomasz Musiał (Kraków) |
| 18:00            | Murayama 79'   | (0:0) | 49' Augustyniak · 62' Okachi | Stadion Miejski im. Floriana Krygiera, Szczecin Widzów: 10183 Sędzia: Tomasz Musiał (Kraków) |

| 12 kwietnia 2014 | Jagiellonia Białystok        | 1:1   | Piast Gliwice           |                                                                          |
| 18:00            | Quintana 83'                 | (0:1) | 45' Matras              | Stadion Miejski, Białystok Widzów: 5299 Sędzia: Marcin Borski (Warszawa) |
| 18:00            | Waszkiewicz 48' · Pazdan 66' | (0:1) | 29' Matras · 71' Hanzel | Stadion Miejski, Białystok Widzów: 5299 Sędzia: Marcin Borski (Warszawa) |

| 12 kwietnia 2014 | Wisła Kraków                                                            | 0:1   | Podbeskidzie Bielsko-Biała                                 |                                                                           |
| 18:00            | Miśkiewicz 1' (sam.)                                                    | (0:1) |                                                            | Stadion Miejski, Kraków Widzów: 5772 Sędzia: Jarosław Przybył (Kluczbork) |
| 18:00            | Uryga 21' · Głowacki 45' · Miśkiewicz 45+2' · Bartosz 55' · Dudka 90+2' | (0:1) | 10' Łatka · 45+3' Górkiewicz · 52' Pietruszka · 61' Chmiel | Stadion Miejski, Kraków Widzów: 5772 Sędzia: Jarosław Przybył (Kluczbork) |

| 12 kwietnia 2014 | Górnik Zabrze             | 0:3   | Lech Poznań                                    |                                                                                      |
| 18:00            |                           | (0:2) | 31' Teodorczyk · 33', 53' Hämäläinen           | Stadion im. Ernesta Pohla, Zabrze Widzów: 3000 Sędzia: Mariusz Złotek (Stalowa Wola) |
| 18:00            | Sobolewski 41' · Iwan 73' | (0:2) | 72' Teodorczyk · 74' Wołąkiewicz · 79' Claasen | Stadion im. Ernesta Pohla, Zabrze Widzów: 3000 Sędzia: Mariusz Złotek (Stalowa Wola) |